# Dissuasion et prolifération nucléaires pendant la guerre froide
La dissuasion nucléaire est l'un des aspects majeurs de la guerre froide entre les États-Unis et l'URSS, non que l'arme nucléaire soit à l'origine de leur face à face, mais parce qu'elle joue un rôle central dans les stratégies de sécurité nationale et les relations internationales durant toute cette période de l'histoire.
L'histoire de l'ère nucléaire commence le 6 août 1945 par le bombardement d'Hiroshima suivi le 9 août par celui de Nagasaki par les États-Unis. L'Union soviétique devient à son tour une puissance nucléaire en 1949, le Royaume-Uni en 1952, la France en 1960 et la Chine en 1964. Le face-à-face nucléaire des deux Grandes puissances mobilise des moyens considérables et polarise l'attention du monde entier jusqu'à l'effondrement de l'URSS en 1991. Cependant, l'Europe des blocs de l'Ouest et de l'Est est une zone de concentration de populations, de richesses, et de moyens militaires nucléaires et conventionnels où se développent des stratégies nucléaires complémentaires ou en marge de celles développées par les deux Grands dans leur face à face, d'autant que la Grande-Bretagne et la France, quoique alliées aux États-Unis, sont des puissances nucléaires et ont une politique étrangère en propre.
La dissuasion consiste à prévenir un acte en persuadant celui qui l'envisage que les coûts qui en résulteraient inéluctablement en excèderaient les bénéfices attendus. L'application de la théorie de la dissuasion aux relations internationales et aux questions de défense n'est pas nouvelle : l'idée que la possession de moyens militaires puissants soit de nature à dissuader un pays ennemi d'attaquer remonte à l'Antiquité. Mais l'arme atomique renouvelle complètement la place de la dissuasion dans les stratégies de défense car sa puissance sans égale dans l'histoire et l'instantanéité de sa mise en œuvre rendent possible la destruction en quelques heures de pays comme les États-Unis ou la Russie, dont l'immensité ou la position géostratégique leur avaient permis de vaincre leurs adversaires dans la durée même après avoir subi des attaques surprises dévastatrices.
La dissuasion nucléaire déplace la question centrale que se posent les stratèges pendant la guerre froide, de « Comment gagner la guerre ? » à « Comment éviter la guerre ? ». La dissuasion repose sur la peur du recours par l'autre à l'arme nucléaire. Lorsque les deux adversaires la possèdent, la dissuasion réciproque dépend avant tout de la capacité de l'agressé à conserver des moyens suffisants de frappe nucléaire contre l'agresseur après avoir subi une première frappe atomique : c'est la « capacité de seconde frappe », élément moteur de la course aux armements qui oppose les deux superpuissances durant la guerre froide et qui caractérise l'équilibre de la terreur.
Pour fonctionner, la dissuasion suppose que les adversaires soient capables d'évaluer les coûts et les avantages de leurs actions selon des critères rationnels comparables. Faute d'une telle compréhension réciproque des objectifs et des valeurs de chaque partie, les décisions de l'un pourraient conduire à des décisions rationnelles pour l'autre, donc la surprendre et déclencher un engrenage dangereux,. Les critiques formulées quant à la validité du concept de dissuasion mettent également en avant les risques d'altération du jugement des décideurs en période de crise ou la possibilité d'une mauvaise interprétation des intentions de l'autre qui peuvent conduire à des décisions irrationnelles au regard du principe sur lequel repose la dissuasion.
La crise de Cuba conduit à prendre des mesures qui visent à diminuer les risques inhérents à la dissuasion nucléaire grâce à des moyens de communiquer en temps de crise, grâce à la possibilité de mieux connaître les intentions de l'adversaire par des moyens d'observation et d'espionnage, et grâce à la maîtrise des décisions d'emploi de ces armes par la centralisation et le renforcement de la sécurité de la chaîne de commandement. Américains et soviétiques cherchent en permanence à évaluer le caractère essentiellement défensif ou agressif de la politique de l'autre camp vis-à-vis de leurs intérêts vitaux, chacun ayant tendance à prêter à l'autre des intentions plus agressives que la réalité telle qu'elle peut être connue aujourd'hui grâce aux archives disponibles.
Winston Churchill exprime dans son discours d'adieu à la politique, en mars 1955 ce paradoxe qui fait dépendre la sécurité du monde d'armes capables de le détruire : « Il se peut que, par une sublime ironie, nous ayons atteint un stade de notre Histoire où notre sécurité est enfant de la terreur et notre survie le frère jumeau de l'annihilation ». Cette prise de conscience ne se limite pas à un cercle restreint de politiciens et de militaires, mais s'étend à l'ensemble de la population, notamment en Europe, alertée par les médias sur les effets terrifiants de l'arme atomique, auprès de qui elle engendre une crainte de dévastation de la civilisation plus ou moins aigüe en fonction des périodes de crise ou de détente des années de la guerre froide.

## Le face-à-face nucléaire des États-Unis et de l'Union soviétique

### Supériorité stratégique des États-Unis

#### Les tâtonnements de la politique nucléaire des États-Unis

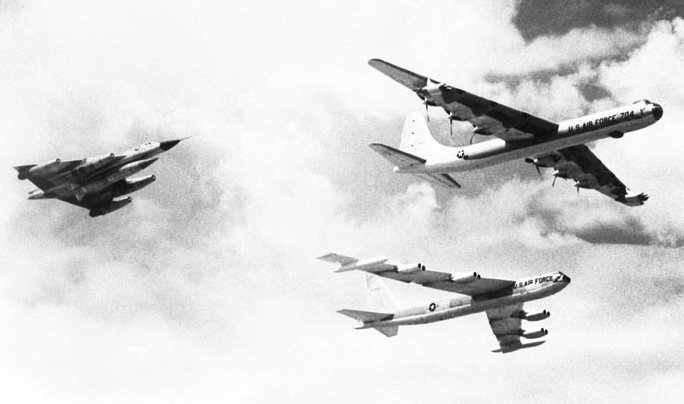
Revue pour le retrait du Convair B-36 Peacemaker en 1958. En dix ans, le SAC est passé d'un appareil dont le dessin date de la Seconde Guerre mondiale à des appareils bisoniques tel le Convair B-58 Hustler, mais le Boeing B-52 Stratofortress reste encore de nos jours l'emblème de la puissance aérienne américaine.

Dans les années 1945-1950, l'arme nucléaire ne représente encore qu'un potentiel stratégique limité et son emploi éventuel ne relève pas encore de doctrines bien établies. Du côté américain, Truman s'interroge sur la légitimité de cette arme. Il engage une démarche d'interdiction qui aboutit au plan Baruch présenté aux Nations unies en juin 1946 mais rejeté par l'URSS à l'issue de discussions qui durèrent jusqu'en 1948. Parallèlement, Truman fait poursuivre le programme de développement des armes nucléaires en décidant notamment en janvier 1950 de poursuivre les études sur la bombe H, beaucoup plus puissante que la bombe A utilisée à Hiroshima. Il confie au général LeMay le commandement du Strategic Air Command avec l'objectif de développer une puissante force de bombardiers stratégiques à capacité nucléaire, dans le prolongement de la culture militaire américaine fortement axée sur le bombardement stratégique comme ce fut le cas pendant la Seconde Guerre mondiale.

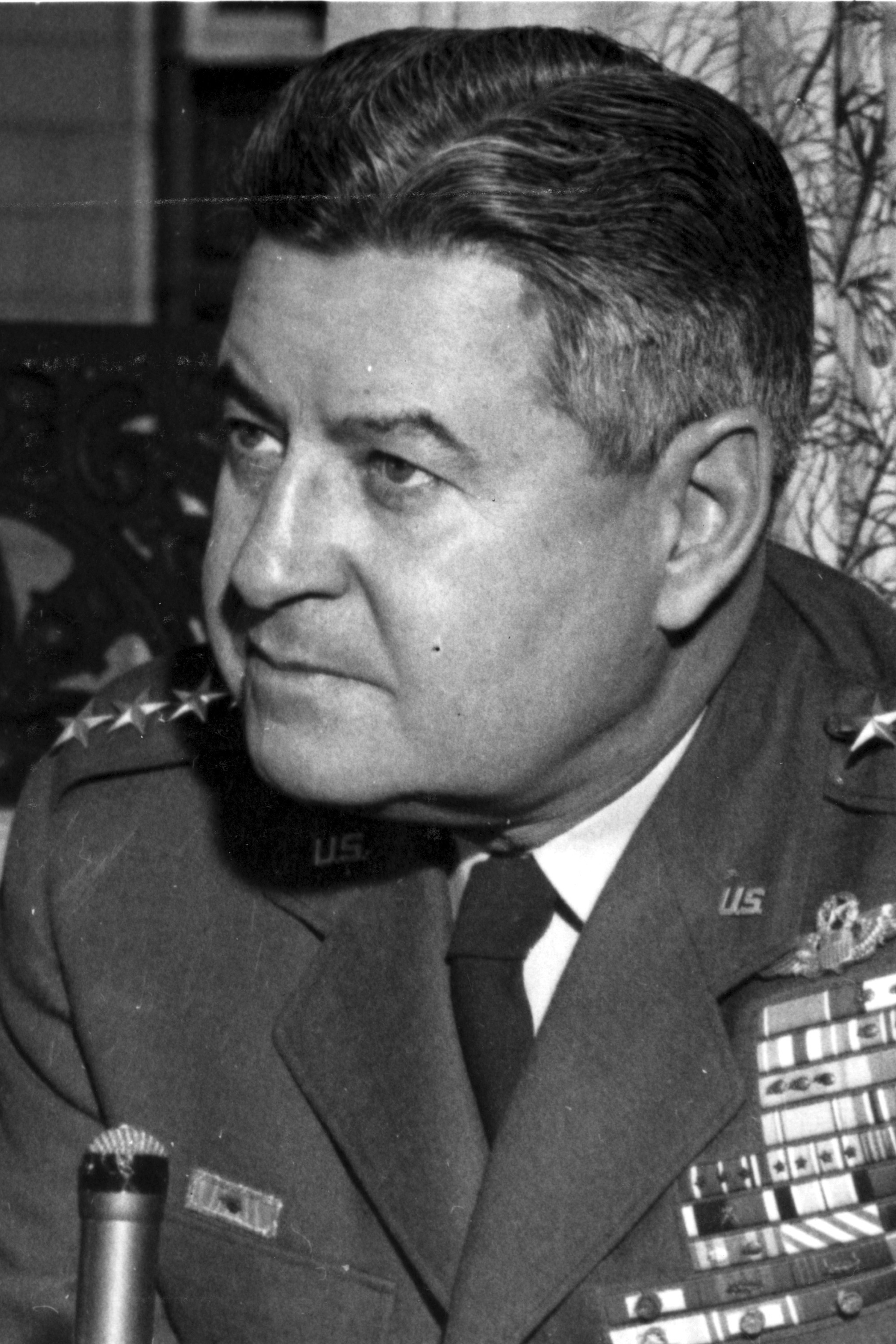
Le général Curtis E. LeMay dirige le SAC de 1948 à 1957, dont il renforce considérablement les moyens

Staline, de son côté, prend conscience dès 1945 du bouleversement créé par l'arme atomique. Il ne se laisse pas impressionner par le monopole nucléaire américain du fait du petit nombre de bombes disponibles, des freins politiques et psychologiques à leur emploi et dans le pire cas de la relative faiblesse des dommages qu'elles pourraient infliger à l'URSS comparée à ceux subis pendant les années précédentes de son pouvoir. Sa politique consiste d'une part à faire avancer à marche forcée le programme nucléaire soviétique, avec pour résultat l'explosion d'une première bombe en 1949, et d'autre part à dérouler méthodiquement sa politique de constitution d'un bloc autour de l'URSS afin de garantir la sécurité de son territoire et la pérennité du système politique communiste. Les armes nucléaires stratégiques des soviétiques n'ont pas immédiatement la capacité à atteindre les États-Unis depuis le sol russe, mais l'obtiennent assez rapidement au vu des essais de la bombe atomique RDC-3 larguée depuis un Tupolev-4 en octobre 1951, les deux engins étant produits en série. Cependant, la dissuasion soviétique s'appuie en majorité sur des armes à portée intermédiaire capables d'atteindre l'Europe. Ces armes sont aussi à l'origine de la crise des missiles de Cuba d'où elles menacent directement le sol américain.

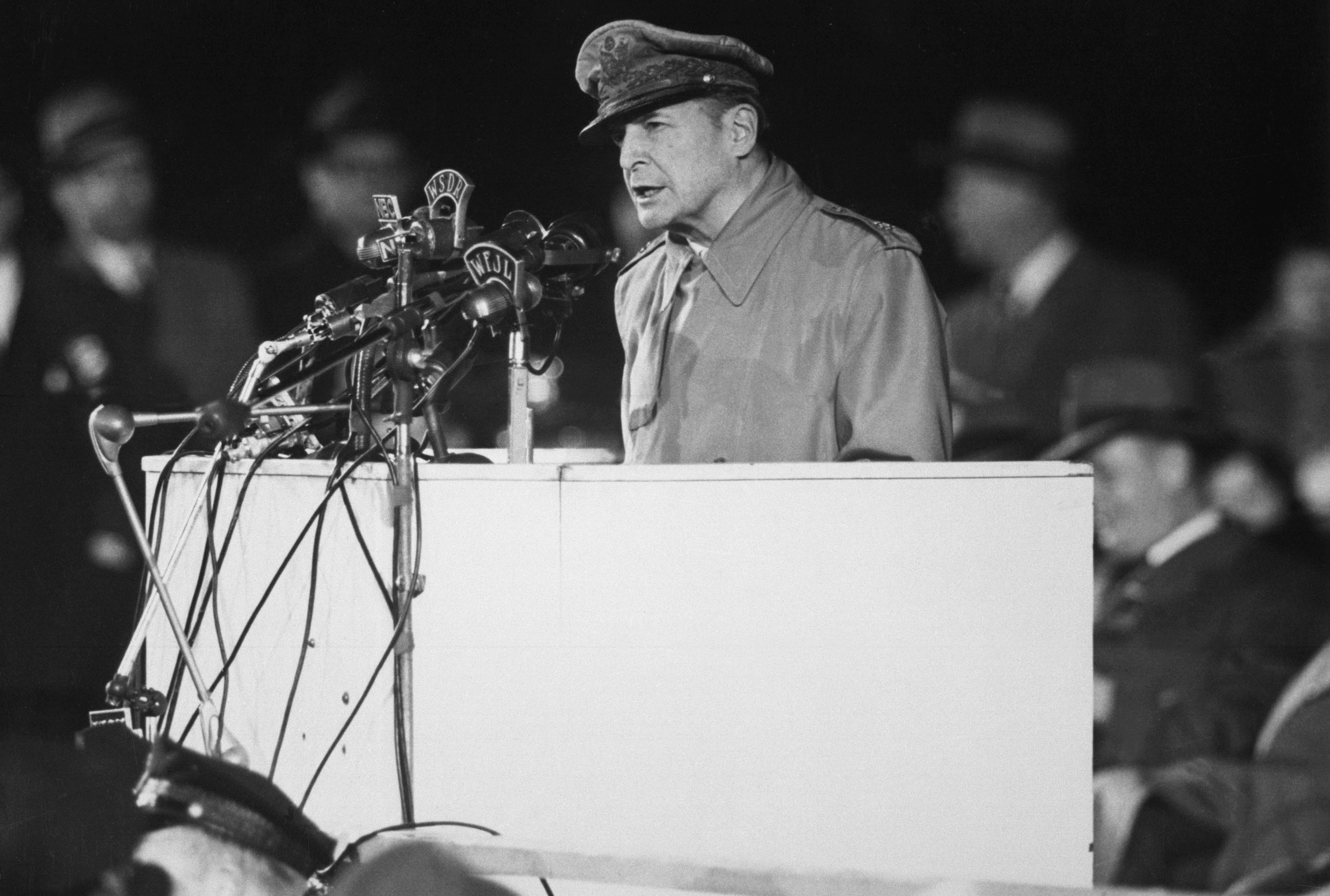
MacArthur faisant un discours dans le Soldier Field de Chicago en 1951.

La dissuasion nucléaire devient une composante essentielle des stratégies de sécurité et de défense des principaux pays protagonistes de la guerre froide à partir du début des années 1950, avec l'expérimentation des premières armes thermonucléaires américaines et des premières bombes nucléaires soviétiques. Les États-Unis formalisent leur stratégie vis-à-vis de l'Union soviétique pour la première fois dans le document NSC-68 approuvé en avril 1950 par Truman, qui conclut à la nécessité d'un renforcement des moyens militaires conventionnels et nucléaires pour faire face à la menace soviétique que les auteurs de ce rapport, dont Paul Nitze, décrivent en termes très inquiétants. L'éclatement de la guerre de Corée, en juin 1950, conforte cette vision et consacre définitivement l'état de guerre froide et la course aux armements nucléaires. Confronté au dilemme d'employer ou non la bombe atomique, Truman applique le principe de base de la dissuasion nucléaire en affirmant en novembre 1950 que l'usage de l'arme nucléaire, comme de celui de tous les moyens militaires des États-Unis, fait partie des hypothèses considérées sans pour autant préciser les circonstances qui pourraient conduire à son emploi. Mais il réaffirme aussi que seul le Président des États-Unis peut en autoriser l'emploi. En avril 1951, le limogeage du célèbre général MacArthur, qui pousse fortement à des bombardements nucléaires en Corée et en Chine et veut avoir l'arme nucléaire à sa libre disposition, démontre avec force la prééminence des autorités politiques civiles sur les militaires.
Eisenhower hérite en 1952 d'une situation où les États-Unis possèdent encore une supériorité stratégique très nette sur l'Union soviétique mais où l'économie souffre de l'importance des dépenses militaires résultant du conflit coréen et de l'aide apportée aux alliés européens. La doctrine stratégique d'emploi des armes nucléaires est formalisée en octobre 1953 par la directive NSC 162/2, dite « New Look Defense Policy ». Fort de son passé militaire et de sa crédibilité en découlant, Eisenhower rend publique par la voix de John F. Dulles, en janvier 1954, la doctrine des représailles massives en riposte à toute attaque ennemie, dont l'avantage est de permettre d'économiser sur les dépenses militaires mais dont la crédibilité peut être mise en doute par un adversaire déterminé.

#### La diplomatie nucléaire «au bord du gouffre»
Jusqu'à la crise des missiles de Cuba en 1962, les deux Grands pratiquent à plusieurs reprises la diplomatie nucléaire « au bord du gouffre », c'est-à-dire la menace plus ou moins explicite d'emploi de ces armes si la partie adverse n'accède pas à leurs demandes. En 1949, lors du blocus de Berlin, Truman agite la menace de l'emploi de cette arme et envoie en Angleterre des bombardiers stratégiques B-29, qui en réalité ne sont pas en état opérationnel de larguer des bombes atomiques. En Corée, il n'envisage pas vraiment l'emploi de cette arme même si publiquement il ne l'exclut pas. Dans les années 1950, Eisenhower met en alerte les forces nucléaires à plusieurs reprises pour appuyer sa politique vis-à-vis de la Chine communiste ou dans le contexte de la crise du canal de Suez en 1956. Kennedy fait de même en réponse aux initiatives soviétiques à Berlin et à Cuba.
Du côté soviétique, si Staline n'a pas les moyens d'exercer un tel chantage nucléaire, Nikita Khrouchtchev fait un usage irraisonné d'une politique « au bord du gouffre » qui conduit aux crises et aux risques d'affrontement nucléaire les plus graves de la guerre froide. Le dirigeant soviétique est conscient de la faiblesse de son arsenal, mais il utilise au mieux les essais nucléaires et les premiers lancements réussis de missiles pour faire des déclarations tonitruantes dans l'objectif d'être considéré par les États-Unis sur un pied d'égalité et d'en tirer des avantages politiques et stratégiques substantiels. Il croit, comme Eisenhower, que l'arme nucléaire permet aussi de réduire les forces conventionnelles et par là l'extrême tension que les budgets militaires font peser sur l'économie soviétique. En deux occasions au moins, les dirigeants soviétiques brandissent la menace de la guerre nucléaire, lors de la crise du canal de Suez en 1956 et lors de la seconde crise de Berlin qui se conclura par la construction du mur en 1961.
Après Cuba, il n'y aura plus d'affrontement dramatique entre les deux Grands susceptibles de déboucher sur une guerre nucléaire, malgré l'existence de conflits à la périphérie des blocs de l'Est et de l'Ouest, notamment en Asie ou au Moyen-Orient.

### Atteinte de la parité stratégique entre États-Unis et URSS

#### Remise en cause de la doctrine des représailles massives

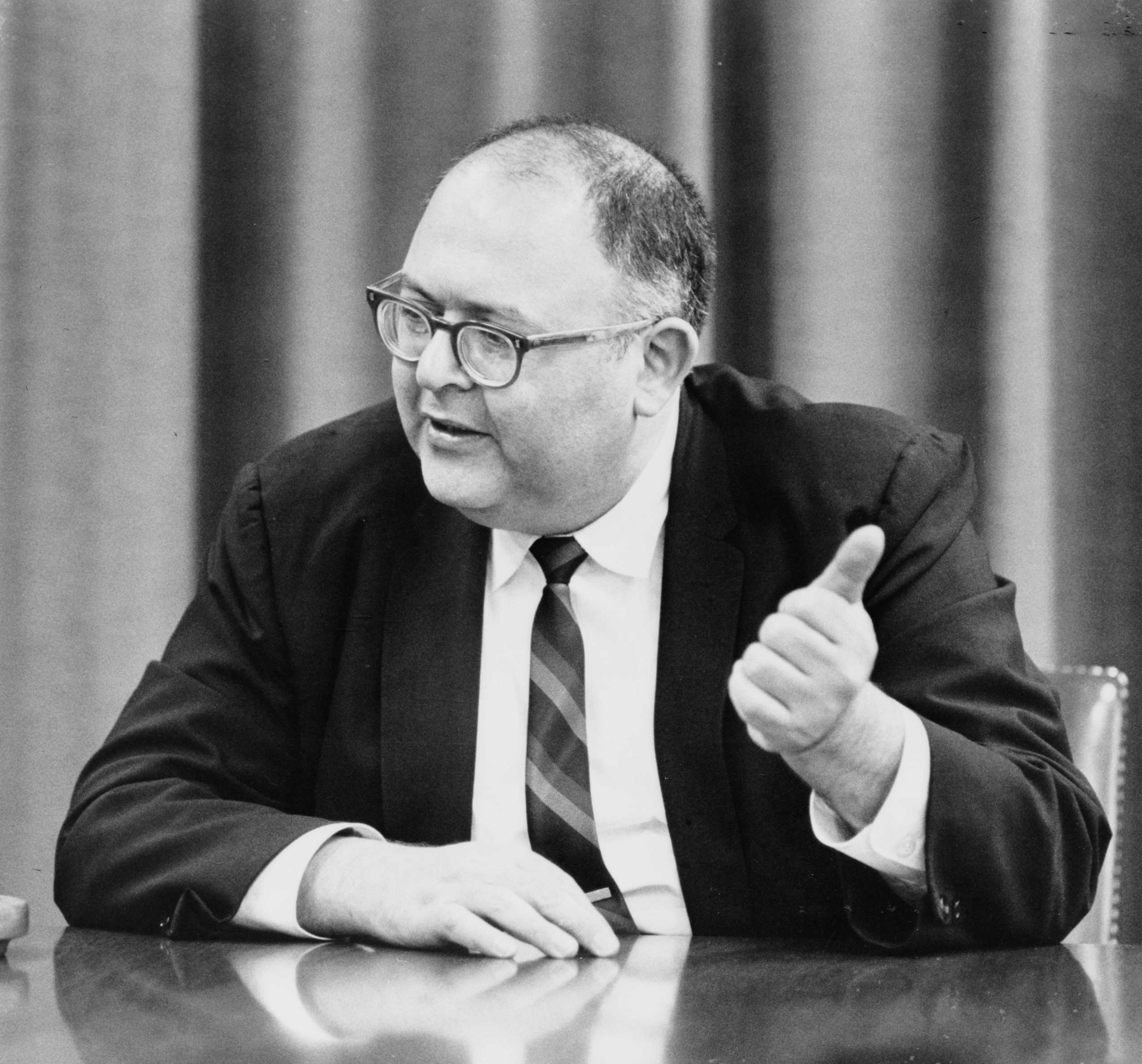
Herman Kahn, stratège et futurologue, travaille à la RAND Corporation et au Hudson Institute, et publie en 1960 un essai On thermonuclear war qui envisage les conséquences de la possibilité bien réelle selon lui d'une guerre thermonucléaire entre les États-Unis et l'URSS.

Au milieu des années 1950, les États-Unis sont encore confiants dans leur supériorité nucléaire et leur capacité à sortir vainqueur mais non indemne d'une confrontation nucléaire avec l'Union soviétique. Eisenhower demande au dirigeant du Massachusetts Institute of Technology James R. Killian de présider un comité de 46 membres chargé d'évaluer le rapport de forces entre les États-Unis et l'Union soviétique, ainsi que la probabilité d'une attaque par les soviétiques. Après cinq mois de réunions tenues secrètes, le « Panel Killian » produit son rapport Meeting the Threat of a Surprise Attack. Ce rapport présenté à Eisenhower en février 1955 recommande fortement le développement de missiles balistiques intercontinentaux (ICBM) et de portée intermédiaire (IRBM), la mise en œuvre d'une surveillance aérienne et satellitaire de l'Union soviétique, ainsi que le développement de missiles lancés par des sous-marins (SLBM). Ces recommandations sont à l'origine du développement accéléré de la triade de missiles Atlas (ICBM), Jupiter (IRBM) et Polaris (SLBM) et de l'avion espion U-2.
Dans les années 1956/57, le doute augmente sur la stratégie officielle américaine de représailles massives et plus généralement sur la possibilité de gagner une guerre nucléaire. Les progrès soviétiques rendent chaque jour plus improbable la capacité de réduire à presque rien leurs capacités de riposte après une première frappe. Le rapport Gaither, remis à Eisenhower en novembre 1957, alerte fortement sur les capacités de l'URSS et les faiblesses de la défense des États-Unis.

#### Le supposé écart en faveur de l'URSS (ou «missile gap»)

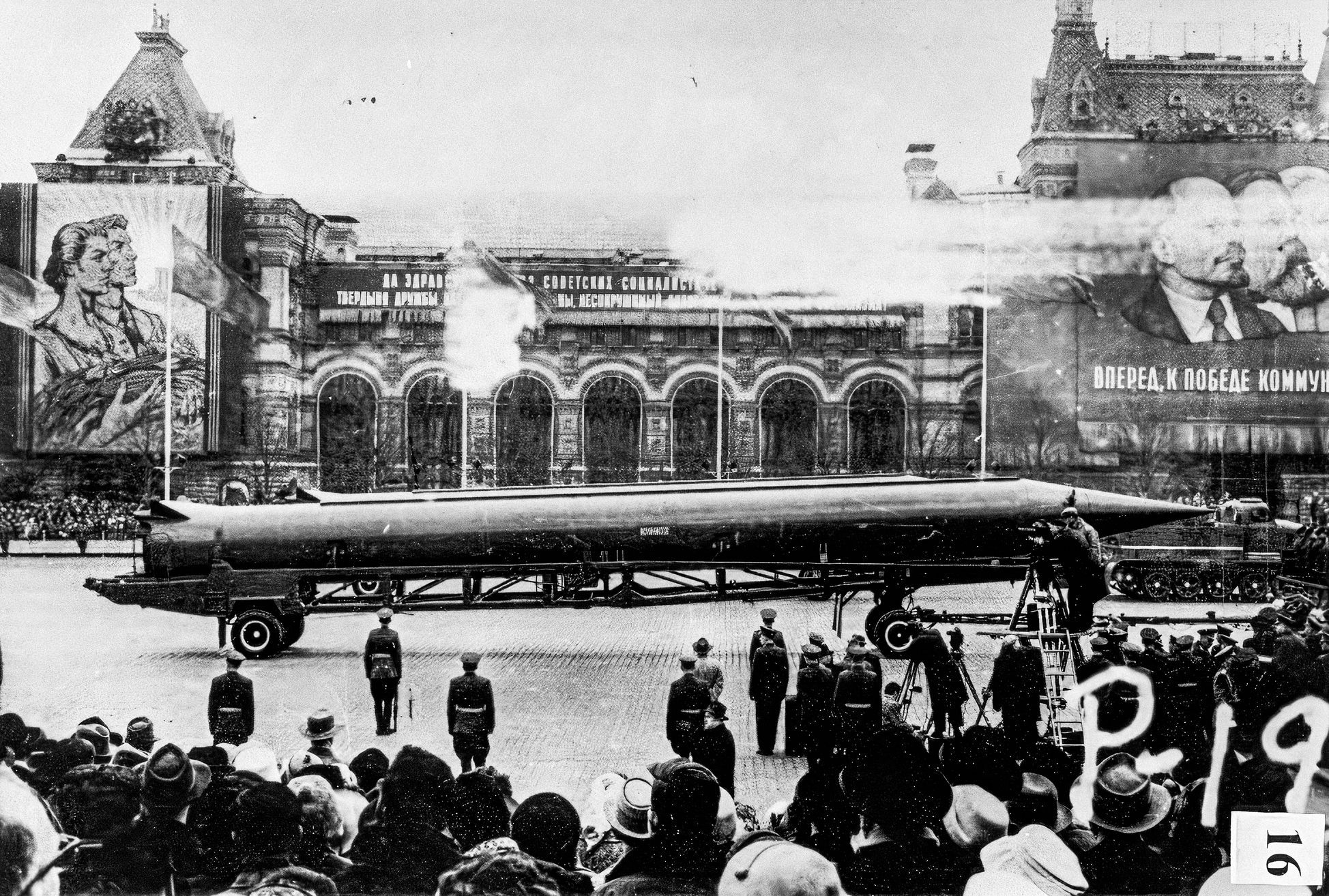
Un missile R-12 Dvina présenté à Moscou sur la Place Rouge. Premier missile stratégique à carburant liquide et à guidage inertiel complètement autonome produit par l'URSS, sa mise en place à Cuba déclencha l'une des plus grandes crise de la guerre froide.

À la fin des années 1950, une campagne est orchestrée sur l'existence d'un « missile gap », c'est-à-dire d'un retard des États-Unis par rapport à l'URSS en matière de missiles. Cette crainte provient en partie du choc que constitue dans l'opinion publique le lancement du premier satellite artificiel par les soviétiques, Spoutnik 1, en octobre 1957. Le lancement de Spoutnik en 1957 a un énorme impact psychologique sur la population américaine qui prend conscience du jour au lendemain qu'un Pearl Harbor nucléaire est peut-être possible. Cette crainte est amplifiée par l'US Air Force qui allègue d'un « bomber gap » puis d'un « missile gap » pour obtenir plus de moyens, par l'agressivité supposée de l'Union soviétique et sa capacité perçue à accepter des pertes humaines considérables et par le manque d'information fiable fournie par la CIA sur l'état réel des moyens militaires soviétiques. Spoutnik fait craindre que les Soviétiques aient une longueur d'avance dorénavant sur les Américains et se retrouvent dès lors dans la situation des États-Unis quelques années auparavant de pouvoir considérer une attaque massive pour assurer la victoire du communisme, par un régime n'ayant pas les mêmes contraintes politiques et morales que la démocratie américaine.
En réalité, jusqu'au début des années 1960, l'URSS possède des forces nucléaires capables de frapper en Europe mais ne dispose que de très peu de missiles intercontinentaux opérationnels, ce que sait parfaitement Eisenhower. Kennedy, qui a exploité ce thème du « missile gap » pendant sa campagne électorale, est mis au fait de la situation dès son arrivée à la Maison Blanche et s'appuie sur la supériorité encore bien réelle des États-Unis dans le règlement à l'avantage des occidentaux des crises de Berlin et de Cuba.
La réalité du côté soviétique, telle qu'il est possible aujourd'hui de mieux la comprendre depuis la chute de l'empire soviétique, est assez différente : la mort de Staline en 1953 permet que s'instaure dans les années 1954-1958 un vrai débat sur la stratégie militaire du pays dont les dirigeants savent bien qu'il accuse encore un retard considérable sur les Américains, en dépit de ce que leur propagande et leurs premières gesticulations nucléaires essaient de faire croire à l'occident. Khrouchtchev, Malenkov et les maréchaux sont conscients du caractère effroyable de l'arme nucléaire. Ils savent aussi que leur pays est passé de peu à côté de la défaite en 1941/1942 face aux Nazis et qu'il est sorti exsangue du second conflit mondial. Interdite du vivant de Staline, la reconnaissance des mérites de l'effet de surprise en matière stratégique est devenue possible. De manière symétrique avec ce qui se passe aux États-Unis, les lobbies militaires et industriels poussent à la course technologique et quantitative aux armements, le programme de construction de missiles intercontinentaux se met en place avec un fort niveau de priorité[réf. souhaitée].

#### L'entrée dans l'ère de la «destruction mutuelle assurée»

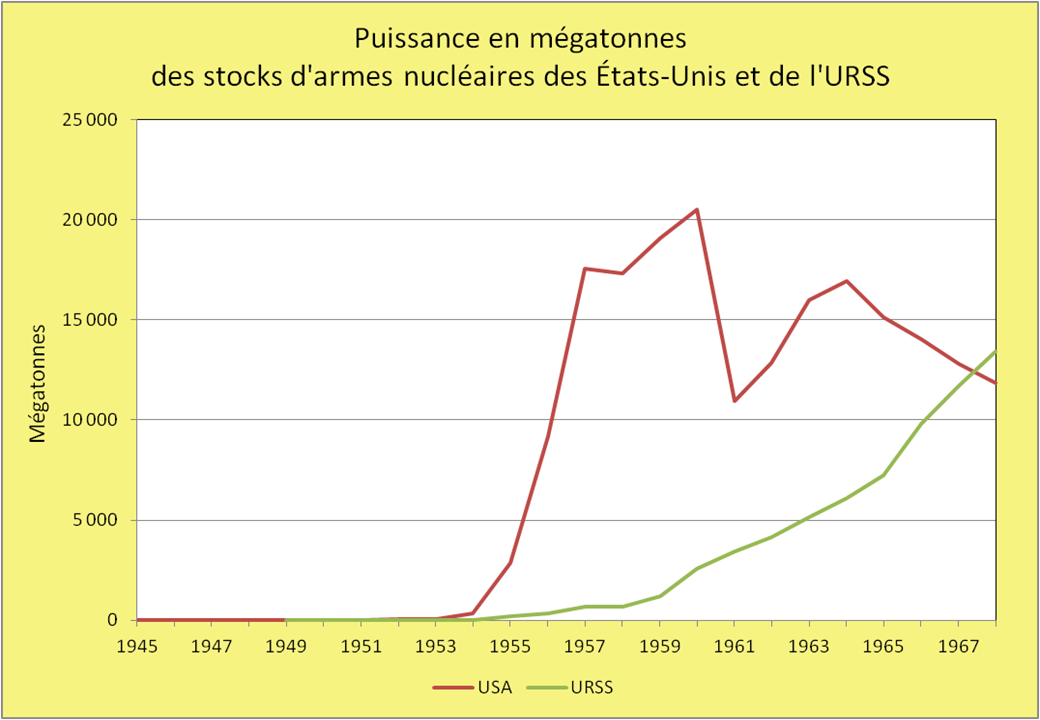
Évolution de la puissance des armes nucléaires ; à partir du milieu des années 1950 apparaît la bombe H.

L'effort des soviétiques finit par porter ses fruits et lors de la réunion du Conseil de sécurité nationale (NSC) du 12 septembre 1963, Kennedy est averti que dans tous les scénarios étudiés sur les cinq années à venir, les États-Unis comme l'URSS souffriraient de dommages immenses en cas de guerre nucléaire. Le monde est entré dans l'ère de l'équilibre de la terreur (ou en anglais : mutual assured destruction, les initiales MAD signifiant « fou »), caractérisé par la capacité de seconde frappe de chacun des deux Grands, c'est-à-dire d'infliger des dommages immenses à l'autre même après une attaque surprise massive contre son territoire ou ses intérêts vitaux[réf. incomplète]. Nikita Khrouchtchev est conscient de cette situation, ce qui le conduit à introduire la notion de coexistence pacifique par laquelle la guerre entre les deux systèmes capitalistes et communistes n'est pas inévitable et que le communisme triomphera in fine grâce aux contradictions internes au capitalisme et à la supériorité du système communiste. La théorie de la destruction mutuelle assurée s'impose et elle restera jusqu'à la chute de l'empire soviétique la pierre angulaire de la politique extérieure des deux Grands.
Au même moment, Américains et Soviétiques doivent aussi traiter de ces questions nucléaires au sein de leur propre camp. La rupture des relations entre les deux leaders du monde communiste entraîne l'arrêt brutal le 20 juin 1959 de l'aide apportée à la Chine par l'Union soviétique, qui dénonce ainsi l'engagement pris le 15 octobre 1957 de lui fournir une bombe atomique et les données techniques de sa fabrication. La Chine prend un retard important dans son programme nucléaire et ne fait éclater sa première bombe atomique qu'en 1964. La France du général de Gaulle, de son côté, choisit de se retirer de l'organisation militaire intégrée de l'OTAN, compliquant ainsi les plans militaires de l'Alliance et affaiblissant la crédibilité des représailles américaines en cas d'attaque soviétique en Europe.

### Maintien de la parité stratégique entre les deux Grands
Les incertitudes quant aux intentions réelles de chaque grande puissance vis-à-vis de sa rivale et quant au risque de voir l'un des deux camps reprendre un avantage stratégique grâce à des progrès technologiques spectaculaires ont hanté les décideurs politiques et militaires pendant les années 1970 et 1980. Les deux camps sont également pleinement conscients qu'une guerre nucléaire serait dévastatrice et brève, interdisant toute possibilité de montée en puissance stratégique comme ce fut le cas pendant la Seconde Guerre mondiale, où les États-Unis comme l'Union soviétique purent prendre progressivement l'avantage sur le Japon et l'Allemagne par la mobilisation de ressources économiques et humaines beaucoup plus importantes que celles de leurs opposants, rendant quasi inéluctable leur victoire. Ce second conflit mondial, marqué par les attaques surprises du Japon (Pearl Harbor) et de l'Allemagne (Opération Barbarossa), alimente aussi la crainte permanente en URSS comme aux États-Unis d'une attaque surprise qui ne laisserait d'autre choix que de capituler ou d'entraîner le monde dans une guerre nucléaire totale.

#### Course aux armements et à la supériorité technologique

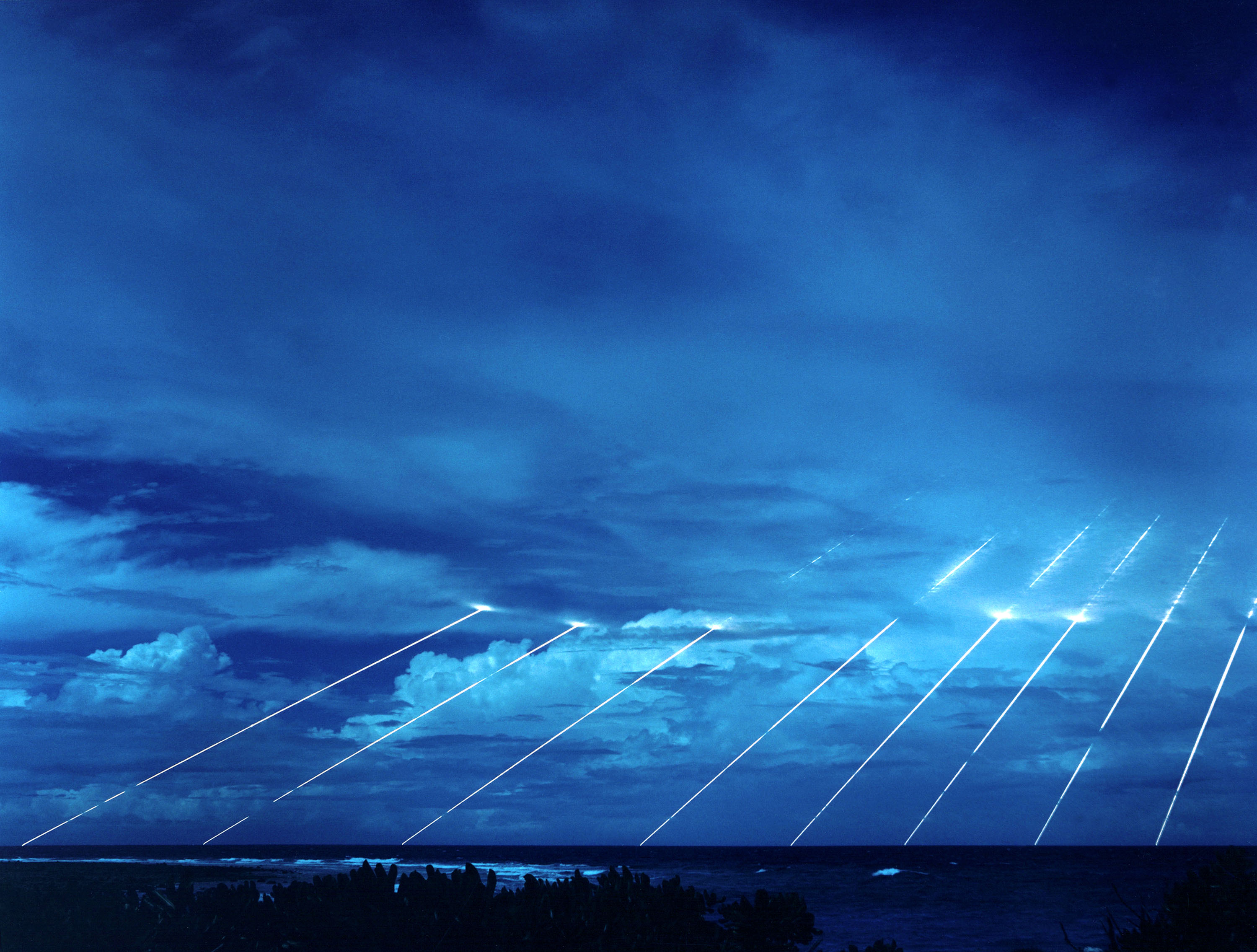
Le missile Peacekeeper pouvait emporter en même temps dix ogives, chacune pouvant atteindre une cible différente. Chaque ligne sur la photo montre le parcours d'une ogive en rentrée atmosphérique.

L'atteinte de la parité stratégique aurait pu engendrer une pause dans le développement des arsenaux nucléaires, mais ce ne fut pas le cas, en raison notamment des sauts technologiques de l'arsenal nucléaire américain. La décision des États-Unis de développer des ogives à tête multiples fait passer entre 1969 et 1975 le nombre de têtes nucléaires équipant les missiles stratégiques de 2 500 à plus de 7 000. Ces ogives sont guidées en phase terminale, ce qui les rend beaucoup plus précises par réduction de l'erreur circulaire probable par rapport au but visé et donc capables d'être dirigées vers des cibles militaires protégées comme les ICBM soviétiques, faisant ainsi craindre une attaque surprise. Dans les années 1970, l'URSS pour sa part continue de développer une force d'ICBM quantitativement plus importante que celle des États-Unis, générant en retour des craintes de tentative de rupture de l'équilibre stratégique.
Les lobbies militaires et industriels alimentent des deux côtés également fortement le développement des forces nucléaires stratégiques et tactiques. Aux États-Unis, la CIA et l'Air Force continuent de produire des prévisions sur le nombre de bombardiers stratégiques ou de missiles soviétiques dépassant la réalité. Par ailleurs, les militaires américains fondent la plupart de leurs analyses sur les dommages qu'infligeraient les explosions atomiques en tenant compte de l'effet de souffle et en négligeant l'effet de chaleur et les radiations qui augmentent de manière très significative l'effet immédiat et à terme de ces armes sur les infrastructures comme sur les hommes,.
Les puissances nucléaires développent des « mini-bombes » de puissance entre 1 et 5 Kt et améliorent la précision des porteurs capables d'atteindre leur cible avec une erreur de quelques mètres. Les États-Unis et la Grande-Bretagne possèdent des sous-marins armés de Trident II portant des charges nucléaires assez précises pour être utilisées en « première frappe ».

#### Risques nucléaires
Si la crise de Cuba connaît un dénouement heureux, elle n'en laisse pas moins les dirigeants soviétiques et américains dans l'effroi et les incite fortement à œuvrer ensemble à des initiatives de réduction des risques nucléaires sans pour autant baisser la garde. Au début des années 1960, les technologies sont encore rudimentaires et de ce fait les chaînes de commandement fragiles et les dispositifs permettant d'analyser les données relatives à l'autre camp quasi inexistants. Par exemple, durant la crise de Cuba, Khrouchtchev perd la communication avec les commandants des quatre sous-marins équipés de torpilles à charge nucléaires qu'il a envoyés croiser au large de Cuba. D'autre part, les systèmes de surveillance de la puissance adverse annoncent très souvent son attaque nucléaire alors qu'en réalité il ne s'agit que de défaillances techniques de ces systèmes. Ainsi le monde a-t-il échappé à de nombreuses reprises à une guerre nucléaire « par mégarde ».
Ces risques d'une perte de contrôle de la situation conduisent à développer considérablement les moyens à la fois de prévention et d'alerte d'attaques nucléaires. L'exemple le plus populaire en est l'installation après la crise de cuba du téléphone rouge, liaison directe entre le président des États-Unis et le secrétaire général du PCUS.

#### Premiers accords de réduction des armements stratégiques
Les administrations Kennedy puis Johnson souhaitent engager des pourparlers avec l'Union soviétique visant à limiter les armements stratégiques à partir de 1963. En 1967, les soviétiques commencent à réagir positivement à l'ouverture de négociations. La décision semble acquise lors de la signature le 1er juillet 1968 du Traité sur la non-prolifération des armes nucléaires, mais l'invasion de la Tchécoslovaquie par le pacte de Varsovie en août 1968 donne un coup de froid aux relations entre les deux Grands. Nixon et Kissinger arrivent au pouvoir aux États-Unis en janvier 1969 et s'accordent finalement avec Brejnev pour l'ouverture de pourparlers à Helsinki le 17 novembre 1969. Ces négociations de limitation des armements stratégiques aboutissent à la signature des traités SALT I relatif aux armes offensives et ABM relatif aux armes défensives en mai 1972,.

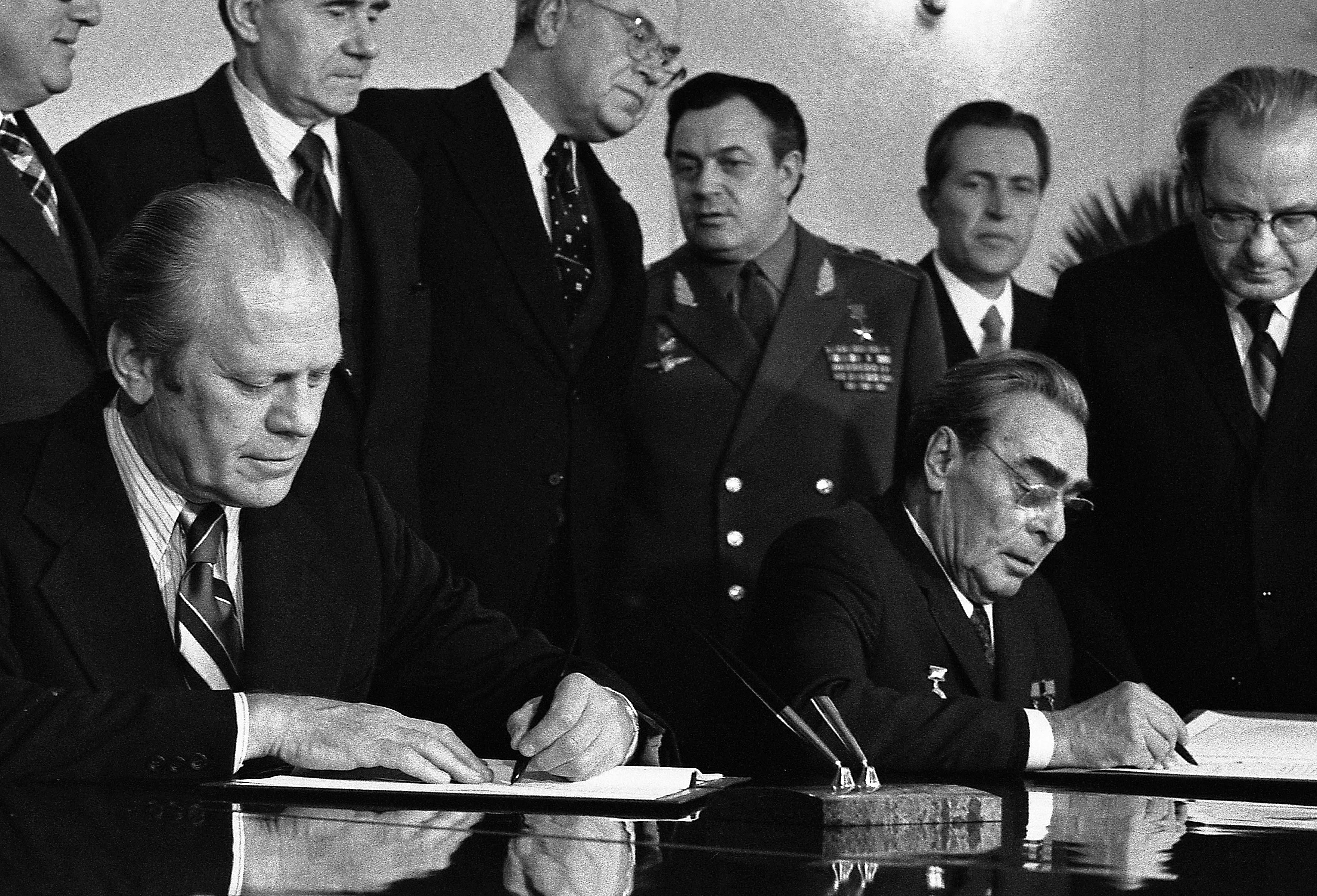
Signature de l'accord entre Ford et Brejnev à l'issue du sommet de Vladivostok.

Brejnev veut profondément poursuivre la politique de détente avec les États-Unis et de réduction des dépenses militaires. Le sommet de Vladivostok entre lui et Gerald Ford en novembre 1974 en est l'illustration car il faut toute l'énergie de Brejnev pour arriver à un accord de principe permettant de débloquer les négociations SALT. Les progrès sont cependant lents et ce n'est qu'en juin 1979 que les accords SALT II sont signés.

##### Regain de tensions et craintes soviétiques d'un déséquilibre nucléaire en leur défaveur
Ces accords ne sont cependant pas ratifiés car la détente laisse progressivement la place à ce que l'on appelle parfois la « seconde guerre froide » à partir de 1975, dont l'intervention soviétique en Afghanistan à l'hiver 1979 et la crise des euromissiles constituent des temps forts, gelant pour un temps la diplomatie et renforçant la solidarité atlantique, comme l'illustre spectaculairement le soutien de François Mitterrand au déploiement des missiles Pershing II pour contrebalancer les SS-20 soviétiques.
Vers la fin de son mandat, à l'été 1980, Jimmy Carter approuve une évolution de la doctrine nucléaire des États-Unis qui, sans renoncer à la primauté de la dissuasion, remet au goût du jour la possibilité d'un emploi flexible des armes nucléaires (directive PD-59,,), grâce aux progrès des technologies d'acquisition de données et de commandement, dans l'idée de pouvoir gagner une guerre nucléaire si la dissuasion échoue.
Arrivé au pouvoir en janvier 1981, Ronald Reagan adopte une attitude dure vis-à-vis des Soviétiques, notamment dans ses discours où il diabolise l'URSS et lance l'initiative de défense stratégique (IDS) dont l'objectif est de constituer un bouclier spatial qui protège les États-Unis contre une attaque nucléaire. La réussite de ce programme signifierait un changement radical dans la crédibilité de l'équilibre nucléaire entre les deux grands. Il inquiète les Européens, qui craignent un repli sur des États-Unis ; le lancement du programme de recherche EUREKA est une des actions prises par les Européens pour ne pas se laisser distancer dans la course scientifique. En coulisse, les échanges diplomatiques sont nombreux, mais rendus difficiles par la lente fin de règne de Brejnev qui meurt en 1982, et dont les successeurs éphémères, Andropov et Tchernenko, n'entreprendront aucune initiative majeure. Les tensions entre les deux Grands culminent dans les années 1981-1983, même si la doctrine du non recours en premier aux armes nucléaires entre dans le droit international avec la déclaration soviétique du 15 juin 1982 à l'Assemblée générale des Nations unies. Les soviétiques s'inquiètent d'une éventuelle attaque nucléaire des États-Unis, au point que Brejnev et Andropov, alors chef du KGB, initient en 1981 une vaste opération d'espionnage baptisée RYAN afin de se procurer toutes les informations qui permettraient d'en identifier les préparatifs.

### Fin de la guerre froide et signature d'accords de réduction des armements nucléaires

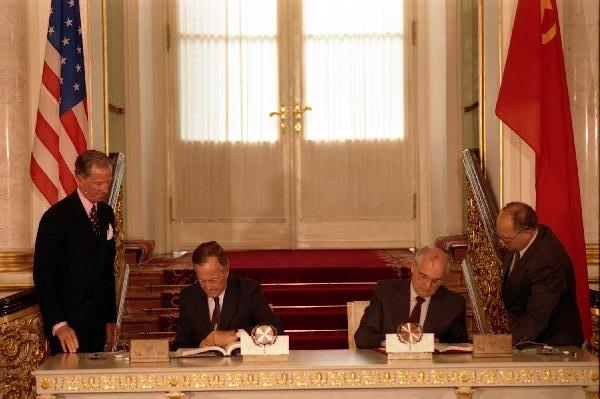
Signature du traité START I par les présidents George H. W. Bush and Mikhail Gorbachev.

L'arrivée au pouvoir de Gorbatchev en mars 1985 change radicalement la donne et ouvre la voie à un retour à la détente et à une politique de part et d'autre de réduction des armements nucléaires, qui se conclut par la signature de traités importants d'élimination des missiles de portée intermédiaire américains et soviétiques (Traité FNI), mettant ainsi fin à la crise des euromissiles, et de réduction des armes stratégiques (traité START I). La signature de ce traité est le dernier chapitre du face à face nucléaire entre les deux Grands,.
Les accords d'Alma-Ata signés le 21 décembre 1991 par onze ex-Républiques soviétiques actent la disparition de l'Union soviétique et établissent la Russie en tant qu'État successeur, sur les plans du droit international et de la possession des armes nucléaires. Outre la Russie trois des nouveaux États issus de l'URSS ont sur leur sol des armes nucléaires stratégiques : la Biélorussie, le Kazakhstan et l'Ukraine,. Après l'établissement d'un cadre commun posant les fondements juridiques de la dénucléarisation de l'ex-Union soviétique au sein de la CEI (accords d'Alma Ata et accord de Minsk du 30 décembre 1991), un accord, dit Protocole de Lisbonne, est conclu le 23 mai 1992 entre ces trois nouvelles Républiques et les dépositaires du traité de non-prolifération nucléaire, les États-Unis, le Royaume-Uni et la Russie. Cet accord stipule que la Russie est le seul État autorisé à détenir des armes nucléaires stratégiques sur le territoire de l'ancienne URSS et que les trois autres États démantèleront les leurs, évitant ainsi toute prolifération. Après que ces trois nouveaux États ont ratifié le TNP, le traité START I entre en vigueur le 5 décembre 1994,,.

## Le face à face nucléaire en Europe
En Europe, les soviétiques et leurs alliés du Pacte de Varsovie disposent d'une supériorité incontestée en matière d'armements conventionnels. L'Europe de l'Ouest organise sa défense autour de l'OTAN et du bouclier nucléaire stratégique américain, dont la crédibilité est renforcée par le maintien de troupes américaines sur le sol européen, qui seraient directement menacées en cas d'offensive soviétique. Cependant, dès la création de l'OTAN, des doutes se font jour quant à l'emploi des armes nucléaires américaines si les soviétiques venaient à rompre le statu quo en Europe, issu des accords de Potsdam à la fin de la Seconde Guerre mondiale et de la constitution des blocs de l'Est et de l'Ouest dans les premières années de la guerre froide.
C'est dans ce contexte que le Royaume-Uni, dans les années 1950, et la France, dans les années 1960, accèdent également au rang de puissances nucléaires, manifestant par là, au moins pour la France, une volonté d'être acteurs à part entière de leur sécurité sans dépendre complètement du parapluie nucléaire des États-Unis. La stratégie nucléaire de l'OTAN et le développement ou non de forces de frappe nucléaires indépendantes par les puissances occidentales en Europe constituent un des débats majeurs durant la crise de Berlin pendant la première moitié des années 1960. Les plans de défense de Berlin-Ouest en cas de blocage de ses accès par les Soviétiques (BERCON) comportent plusieurs scénarios dont certains s'appuient sur l'emploi d'armes nucléaires.

### La nucléarisation du théâtre d'opérations européen par l'OTAN
Les progrès accomplis dans la miniaturisation des armes nucléaires, qui peuvent désormais être tirées par des canons ou larguées par de nombreux types d'avions ou de missiles de théâtre d'opérations et pas seulement par les bombardiers stratégiques, incitent l'U.S. Army à développer de nombreuses armes nucléaires dites « tactiques », destinées au théâtre d'opérations européen où elles sont déployées au début des années 1950, et à réfléchir à la manière de mener une guerre atomique limitée, utilisant ces armes nucléaires tactiques mais sans exposer la planète aux risques d'une guerre totale.
Dès 1953, le Conseil de sécurité nationale des États-Unis (NSC) introduit dans un document la possibilité d'utiliser des armes nucléaires comme n'importe quel autre type d'armes. L'emploi en est prévu dans les plans du commandement général de l'OTAN à partir de 1953, et entériné dans la directive stratégique MC48, approuvée au plus haut niveau de l'OTAN en novembre 1954. À la fin des années 1950, l'armée américaine déploie environ 2 900 armes nucléaires en Europe.
Durant les années 1960, la menace de représailles nucléaires massives en réponse à une attaque soviétique majeure sur le sol des États-Unis demeure très crédible ; en revanche, la crédibilité d'une réponse nucléaire américaine à une attaque soviétique contre l'OTAN en Europe est plus difficile à établir ; Moscou peut douter qu'un président américain serait prêt à risquer Chicago pour Hambourg et les États européens de l'OTAN s'en inquiètent. Pour restaurer la crédibilité de son « parapluie nucléaire », Washington développe la stratégie de « riposte graduée » ou « réponse flexible », qui repose sur un continuum d'engagement de moyens conventionnels, d'armes nucléaires tactiques puis en dernier ressort de forces nucléaires stratégiques. McNamara la présente aux alliés de l'OTAN en mai 1962, qui sont d'abord réticents. Elle est finalement adoptée en janvier 1968 dans la directive stratégique MC 14/3,. En second lieu, les États-Unis explorent l'idée d'une force nucléaire multilatérale (MLF) : des SLBM américains armés d'ogives nucléaires seraient placés sur des navires de surface ou des sous-marins avec des équipages multinationaux de l'OTAN. Aux yeux de Washington, la MLF présente aussi l'avantage qu'en accordant à des pays de l'OTAN un certain accès au contrôle des armes nucléaires, ils seraient moins enclins à développer leurs propres capacités nucléaires indépendantes, à un moment où la France accélère la constitution de sa force de dissuasion nucléaire. La MLF ne voit pas le jour d'une part parce que les Européens comprennent qu'en réalité ils n'auraient pas le contrôle effectif des armes nucléaires, et d'autre part parce que la priorité devient pour les Américains de trouver un terrain d'entente avec les Soviétiques sur un traité de non-prolifération nucléaire.

### Le Royaume-Uni, troisième puissance nucléaire
Pendant la Seconde Guerre mondiale, le Royaume-Uni participe au Projet Manhattan qui aboutit avec succès à la conception de bombes nucléaires, sans pour autant bénéficier d'un accès à toutes les informations. En 1946, les États-Unis décident via le vote de la loi McMahon (ou « Atomic Energy Act ») de ne pas transmettre d'information relative à l'atome, ce qui oblige les Britanniques à poursuivre seuls le développement de leurs armes nucléaires. Testée le 3 octobre 1952, cette première bombe A britannique devient opérationnelle en novembre 1953 à bord des bombardiers stratégiques de type V. En 1958, le contexte change radicalement avec la signature d'un vaste accord de coopération nucléaire entre les États-Unis et la Grande-Bretagne. À partir des accords de Nassau, signés en décembre 1961, la Grande-Bretagne ne développe plus par elle-même de vecteur nucléaire ; elle se procure aux États-Unis les missiles qui arment les sous-marins de la classe Resolution qui forment l'ossature de sa force de dissuasion à partir de 1967 et jusqu'à la fin de la guerre froide. Les ogives nucléaires qu'elles produit sont largement conçues à partir des américaines.

### La force de frappe française

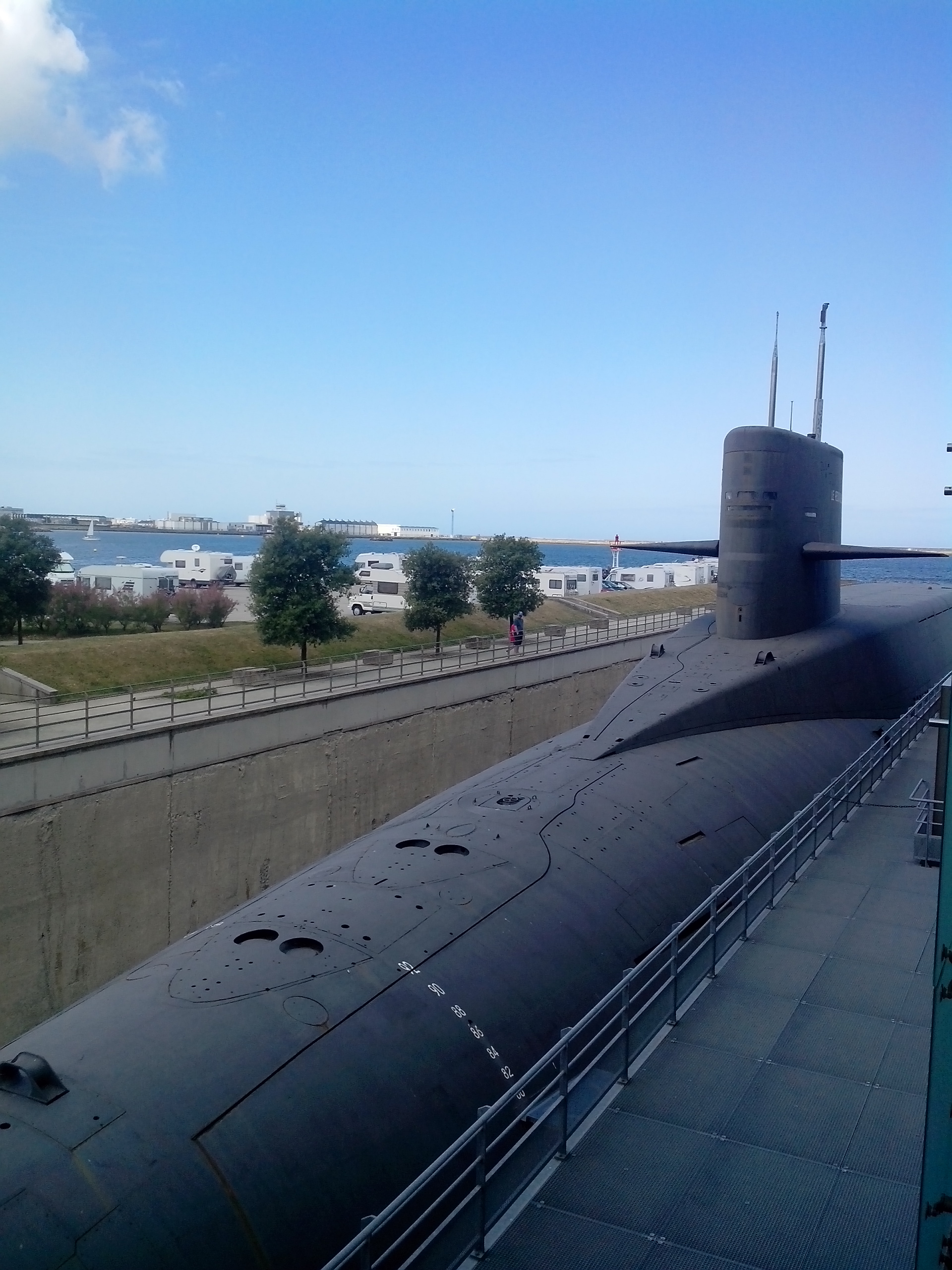
, premier SNLE français, a été transformé en navire musée.

La décision de fabriquer des armes nucléaires est prise en 1954 par Pierre Mendès France. Lors de son retour au pouvoir en 1958, le général de Gaulle accélère le programme nucléaire afin de doter rapidement la France d'une force de frappe conçue en application de la théorie de la « dissuasion du fort au faible », qui soit indépendante de l'Alliance atlantique sous contrôle complet des États-Unis pour tout ce qui touche au nucléaire, et qui constitue une réponse aux doutes existant sur la capacité et la volonté des États-Unis de réagir par tous les moyens à une invasion soviétique, à un moment où ils sont embourbés dans la guerre du Viêt Nam et où les capacités de représailles de l'URSS sont devenues très réelles. De Gaulle synthétise sa vision de la nécessaire indépendance de la France en matières de politique extérieure et de défense dans son allocution du 27 avril 1965.
Théorisée notamment par le général Gallois, la doctrine de « dissuasion du fort au faible » repose sur l'idée que le fait de pouvoir infliger à un adversaire même beaucoup plus puissant des dommages largement supérieurs à l'avantage qu'il retirerait d'une invasion ou d'une atteinte aux intérêts vitaux est à même de le dissuader. De Gaulle traduit en termes très concrets cette théorie en disant : « Dans dix ans, nous aurons de quoi tuer 80 millions de Russes. Eh bien je crois qu'on n'attaque pas volontiers des gens qui ont de quoi tuer 80 millions de Russes, même si on a soi-même de quoi tuer 800 millions de Français, à supposer qu'il y eût 800 millions de Français. » Cette stratégie implique de doter la France d'une capacité de seconde frappe déjà mentionnée. Dans cette logique, la force de frappe française se met en place au cours des années 1960 selon le schéma de la triade, associant trois types de vecteurs : les avions porteurs d'armes nucléaires (1964), les missiles basés à terre (1971) et les missiles lancés depuis des sous-marins (1971), dans le but de garantir la capacité de riposte après une éventuelle attaque surprise. Les ressources limitées d'une puissance moyenne comme la France imposent que le programme nucléaire permette d'atteindre un niveau juste suffisant pour rendre crédible la dissuasion, ce qui a pour conséquence le refus de la France de participer aux négociations de réduction des armements nucléaires menées par les deux Grands.

### La crise des euromissiles

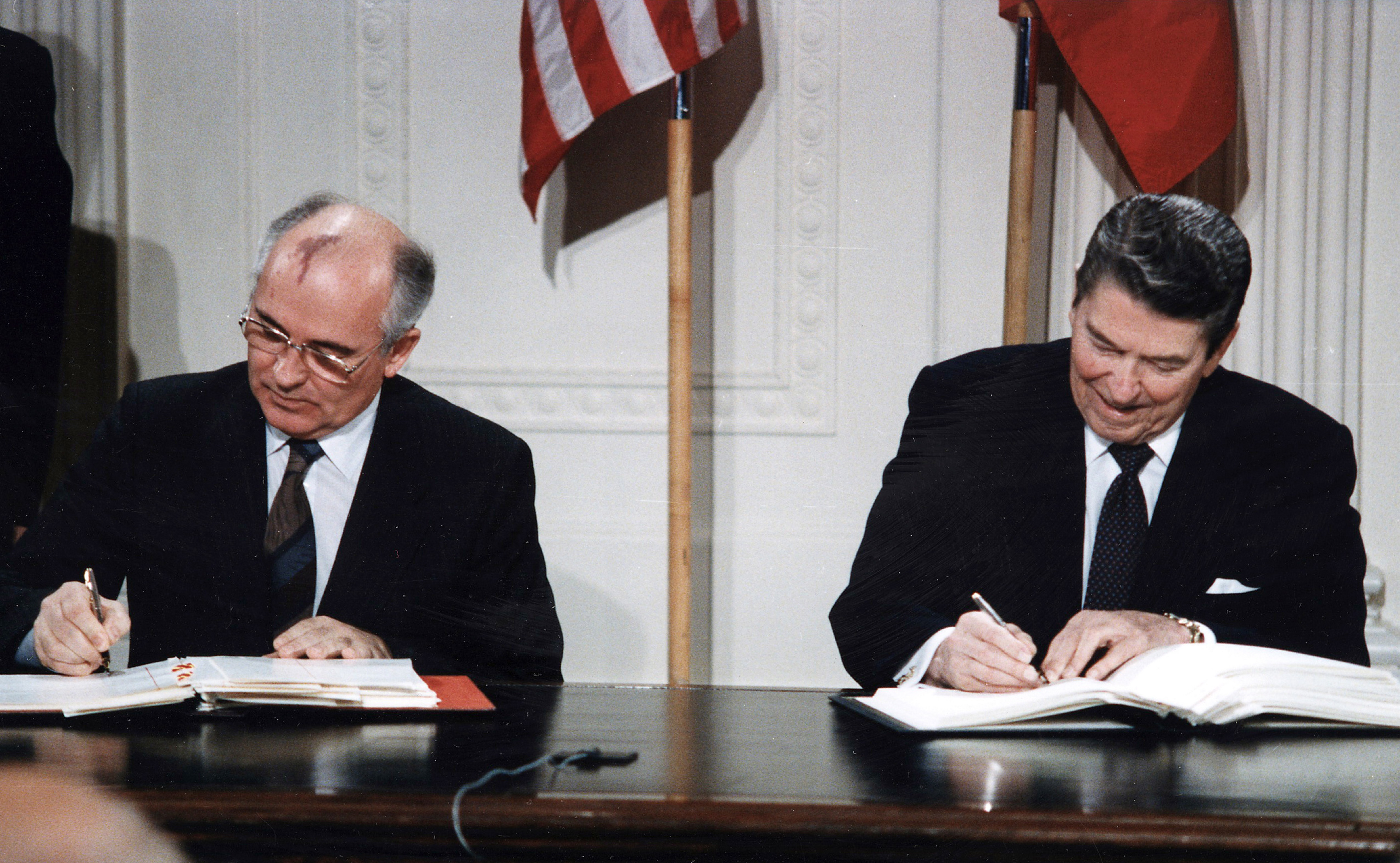
Le secrétaire du Parti communiste Mikhaïl Gorbatchev (à gauche) et le président américain Ronald Reagan (à droite) signent le traité FNI.

La crise des euromissiles naît des premiers déploiements de missiles soviétiques SS-20 en 1977 et s'achève par la signature du traité sur les forces nucléaires à portée intermédiaire en 1987. Le déploiement du missile nucléaire de portée intermédiaire SS-20, nettement plus performant que les SS-4 et SS-5 qu'il remplace, inquiète en Europe de l'Ouest. Fin 1979, l'OTAN décide de déployer dans cinq pays européens de nouvelles armes nucléaires tout en proposant aux Soviétiques l'ouverture de négociations sur les FNI.
Les négociations entre Américains et Soviétiques s'ouvrent en 1981 mais s'interrompent fin 1983 lorsque l'OTAN commence le déploiement effectif de ses nouveaux missiles Pershing II et BGM-109 G malgré une vague sans précédent de manifestations pacifistes à l'automne de cette année, notamment en Allemagne de l'Ouest et aux Pays-Bas.
Le Royaume-Uni et la France réussissent à garder leurs forces nucléaires nationales en dehors du champ des négociations, en dépit de la volonté maintes fois réaffirmée des Soviétiques de les y inclure. Les pourparlers reprennent en mars 1985 et finissent par se débloquer fin 1986 lorsque Gorbatchev renonce à cette demande. Le traité sur les forces nucléaires intermédiaires, signé le 8 décembre 1987 par Reagan et Gorbatchev, élimine tous les missiles américains et soviétiques basés à terre d'une portée comprise entre 500 et 5 500 km.

## Prolifération nucléaire restreinte
| État                                        | Arsenal nucléaire | 1950 | 1960   | 1970   | 1980   |
| ------------------------------------------- | ----------------- | ---- | ------ | ------ | ------ |
| Drapeau de la République populaire de Chine | Chine             |      |        | 75     | 205    |
| Drapeau des États-Unis                      | États-Unis        | 299  | 18 638 | 26 008 | 24 104 |
| Drapeau de la France                        | France            |      |        | 36     | 250    |
| Drapeau d’Israël                            | Israël            |      |        | 8      | 31     |
| Drapeau du Royaume-Uni                      | Royaume-Uni       |      | 42     | 394    | 492    |
| Drapeau de l'URSS                           | URSS              | 5    | 1 605  | 11 643 | 30 062 |

En 1963, les dirigeants américains et soviétiques tirent les leçons des crises de Berlin et de Cuba qui ont conduit le monde au bord de la guerre nucléaire et s'engagent vers davantage de coopération. Le 21 mars 1963, Kennedy craint que, dans les années 1970, 15, 20 ou 25 nations aient des armes nucléaires, après que le département de la Défense (DoD) a évalué que huit pays — le Canada, la Chine, l'Inde, Israël, l'Italie, le Japon, la Suède et l'Allemagne de l'Ouest — auront probablement la capacité de produire des armes nucléaires dans les dix ans.

### 5+1 puissances nucléaires
Finalement, seules la Chine, de façon officielle en 1964, et Israël, vers 1967 sans le reconnaître officiellement, deviennent des puissances nucléaires durant la guerre froide en plus des quatre ex-Alliés de la Seconde Guerre mondiale,.

#### Chine
Le fait que les cinq membres permanents du Conseil de sécurité de l'ONU aient voulu détenir l'arme nucléaire illustre le fait que la posséder est perçu avant tout comme une condition sine qua non pour peser dans les relations internationales. Il s'agit pour les trois puissances moyennes (Chine, France et Royaume-Uni) de ne pas être sous la domination de leur « grand frère » soviétique ou américain, même s'il offre sa protection à travers des traités de sécurité, et de conserver une marge de manœuvre diplomatique permettant de ne pas automatiquement devoir s'aligner sur sa position. Leur arsenal est réduit comparativement à celui des États-Unis ou de l'Union soviétique, mais jugé suffisant pour faire jouer la dissuasion nucléaire dans une optique purement défensive et de stricte suffisance largement théorisée en France.

#### Israël
Israël est un cas particulier, puisqu'il n'a jamais reconnu officiellement disposer d'armes nucléaires bien qu'aucun doute n'existe à cet égard.
Convaincu que seules la science et la technologie pourraient fournir à Israël l'avantage qualitatif nécessaire pour surmonter une population, des ressources et une taille inférieures à celles des pays arabes qui l'entourent, Ben Gourion engage le pays dans un programme nucléaire à vocation militaire dès le début des années 1950. Avec l'aide la France, le site nucléaire de Dimona, opérationnel depuis 1963, produit du plutonium en quantité suffisante pour qu'Israël fabrique probablement avant la guerre des Six Jours en 1967 trois bombes nucléaires rudimentaires mais susceptibles d'être larguées d'avion.
Grâce à sa coopération avec l'Afrique du Sud, Israël disposerait d'importants stocks d'uranium et aurait procédé en 1979 à deux essais nucléaires au large des côtes sud-africaines. Ses premiers missiles balistiques équipés d'ogives nucléaires seraient opérationnels depuis 1973. Le pays poursuit sans discontinuer le développement de son arsenal nucléaire dans les années 1970 et 1980, tout en maintenant une opacité complète sur ses capacités nucléaires et en se contentant de réaffirmer régulièrement qu'« Israël ne sera pas la première nation à introduire des armes nucléaires au Moyen-Orient ». Initialement hostiles au programme nucléaire israélien, les États-Unis changent leur posture à la fin des années 1960, renonçant à mener des inspections sur place et à faire pression pour qu'Israël signe le Traité sur la non-prolifération des armes nucléaires (TNP) à la condition qu'il demeure secret et sans essai nucléaire avéré. Depuis lors, Israël réussit à maintenir sa politique d'opacité sur le sujet.

### Programmes nucléaires interrompus ou non aboutis
Le cas de l'Inde est ambigu : elle lance un programme d'énergie nucléaire en 1948 et un programme d'explosifs nucléaires en 1964 ; elle procède en mai 1974 à une « explosion nucléaire pacifique » souterraine condamnée dans le monde entier ; dans le même temps, l'Inde mène une politique active en faveur du désarmement nucléaire ; elle s'oppose au Traité sur la non-prolifération des armes nucléaires (TNP) qui consacre l'existence de puissances nucléaires sans engagement précis d'élimination de leurs armes nucléaires. Ce n'est qu'à la fin des années 1980 qu'Indira Gandhi autorise la militarisation des explosifs nucléaires, largement par la crainte — justifiée — que le Pakistan en produise aussi. Ce n'est qu'au seuil du XXIe siècle, après la fin de la guerre froide et refusant toujours de signer le TNP, que l'Inde et le Pakistan deviendront en 1998 les 7e et 8e puissances nucléaires mondiales,.
En septembre 1979, une explosion nucléaire est détectée dans l'océan indien, très certainement menée avec la participation d'Israël par l'Afrique du Sud qui réussit à mettre au point quelques engins nucléaires dans les années 1980, sans atteindre une capacité opérationnelle. Ces armes sont démantelées et l'Afrique du Sud adhèrera au TNP en 1991.
Concernant les autres nations figurant dans le rapport du département de la Défense américain de 1963, la Suède a bien au début des années 1960 le projet de fabriquer une centaine d'armes nucléaires. Elle y renonce progressivement dans les années 1965-1967 et y met un point final en ratifiant le TNP début 1970. Le Japon, traumatisé par les bombardements d'Hiroshima et de Nagasaki, s'en tient à l'engagement qu'il prend en 1967 de ne pas acquérir l'arme nucléaire et bénéficie du parapluie nucléaire américain. Il n'a jamais mené de programme nucléaire militaire et ratifie le TNP en 1976. Le Canada, l'Italie et l'Allemagne de l'Ouest sont membres de l'OTAN et abritent sur leur sol des armes nucléaires américaines, dont certaines sont mises en œuvre par leurs forces armées, sous contrôle toutefois des États-Unis. Si le Canada, sous influence directe des États-Unis et très intégré à son système nucléaire stratégique, ne se lance pas dans un programme nucléaire militaire, les deux puissances européennes ont des ambitions nucléaires.

### Italie et Allemagne de l'Ouest
L'Italie entreprend un programme nucléaire civil ambitieux et, entre 1950 et 1975, un programme militaire concentré sur la propulsion nucléaire navale et le missile balistique alfa, mais limité sur la bombe, car les autorités politiques privilégient la voie de la participation très active aux projets nucléaires conduits par les États-Unis dans le cadre de l'OTAN. L'Italie se montre toujours prête à accueillir sur son sol les armes nucléaires américaines, notamment les missiles à moyenne portée Jupiter déployés au début des années 1960. Elle espère ainsi avoir un rôle dans les décisions nucléaires de l'OTAN et plus globalement acquérir au sein de l'Alliance atlantique un rôle similaire à celui du Royaume-Uni, sans être une puissance nucléaire à part entière. La décision des États-Unis au milieu des années 1960 de renoncer au projet de force nucléaire multilatérale impliquant fortement les membres européens de l'OTAN, pour conclure le TNP ruine les espoirs de l'Italie en ce qu'il crée sans ambiguïté deux catégories d'États, nucléaires (EDAN) et non-nucléaires (ENDAN), lui interdisant de se situer à mi-chemin des deux. Malgré les pressions américaines, l'Italie ne ratifie le TNP qu'en 1975, six ans après l'avoir signé,.

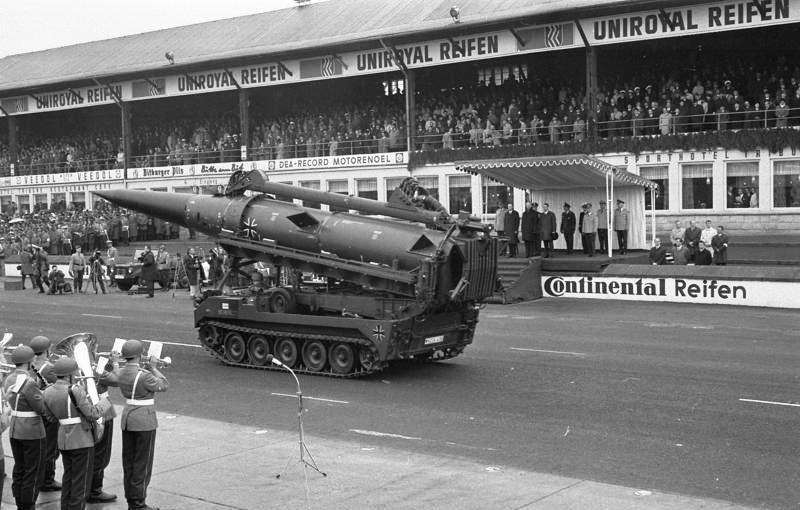
Missile Pershing 1A nucléaire de la Bundeswehr durant une parade de l'OTAN.

En Allemagne de l'Ouest (RFA), la question nucléaire est un sujet extrêmement sensible pour les quatre ex-Alliés à la fois de la Guerre. Par quatre fois, la RFA renonce par traité à la fabrication ou à la possession d'armes nucléaires : en 1954 par le traité sur l'Union de l'Europe occidentale (UEO), en 1969 et 1975 respectivement en signant puis ratifiant le TNP, et enfin en 1990 par le traité 2+4 qui ouvre sur le plan international la voie à l'unification de l'Allemagne. L'adhésion à l'UEO et au TNP ont été les conditions sine qua non respectivement à l'entrée de la RFA de plain-pied dans le bloc occidental et à la possibilité de mener une politique active de détente avec l'Est, l'Ostpolitik, illustrant la primauté du politique sur les enjeux directs de sécurité,. Pourtant, la RFA mène un important programme nucléaire civil et dispose de tous les composants et compétences qui lui permettraient de facilement développer une arme atomique jusque dans les années 1990. L'opposition au nucléaire est très forte dans la population allemande, mais la crise des euromissiles des années 1977 à 1987 durant laquelle la RFA accepte l'installation de nouveaux missiles nucléaires sur son sol montre que le gouvernement est capable de prendre des décisions en la matière contre son opinion publique.
Si une guerre éclatait entre l'OTAN et le Pacte de Varsovie, l'Allemagne deviendrait un champ de bataille nucléaire et serait largement anéantie. Pour Bonn, une façon de réduire ce risque est d'être un acteur de la conception de la stratégie nucléaire de l'OTAN et de s'inscrire dans la politique de partage nucléaire de l'OTAN en équipant la Bundeswehr de vecteurs à capacité nucléaire,,,. Au début des années 1960, les explosions nucléaires françaises et les déclarations du ministre de la Défense, Franz J. Strauß, alimentent les craintes, tant aux États-Unis qu'en URSS, que la RFA puisse vouloir disposer elle aussi d'une capacité nucléaire en propre. Le projet avorté de Force nucléaire multilatérale (en) (MLF) de la première moitié des années 1960 est destiné à satisfaire le désir de la RFA d'avoir plus de poids dans les décisions sur l'emploi du nucléaire par l'OTAN, en échange de son renoncement à une force de dissuasion nucléaire indépendante. Mais dans la seconde moitié des années 1960, la décision des États-Unis de conclure un traité de non-prolifération (TNP) met un terme définitif à une telle ambition, la RFA ne pouvant pas refuser de le signer dès 1969.

## Doctrines nucléaires offensives et défensives
Des réflexions intenses s'instaurent dès 1945 pour évaluer l'impact de l'arme nucléaire sur les relations internationales et sur les stratégies militaires. Les débats stratégiques existent tant aux États-Unis qu'en Union soviétique. Ils sont en partie publics, notamment aux États-Unis, mais aussi très largement secrets parce qu'ils touchent à des questions fondamentales de sécurité des États et parce que la notion de doute est au cœur même du concept de dissuasion. Les Américains les conduisent partiellement publiquement en raison des exigences du fonctionnement d'une démocratie et, d'autre part, car les questions de sécurité en Europe, centrales dans ces débats, impliquent obligatoirement des négociations avec les alliés européens ; cependant, les plans militaires précis sont restés secrets pendant très longtemps et les prises de positions divergentes, parfois traduisant une posture offensive vis-à-vis de l'Union soviétique, font que ses dirigeants sont largement persuadés d'un risque fort d'une attaque préventive par les États-Unis. Côté soviétique, le maréchal Sokolovsky publie en 1962 un document sur la « Stratégie Militaire Soviétique » qui, pour la première fois, donne aux Occidentaux une information officielle et détaillée de leur vision.

Consultants à la RAND, Bernard Brodie, auteur de Strategy in the Missile Age (1959) et Albert Wohlstetter, auteur de The Delicate Balance of Terror (1958), ont fortement contribué à la définition des stratégies de dissuasion nucléaire dans les années 1950 et 1960.

Ces débats ne sont pas l'apanage des seuls militaires. Les politiques, mais aussi, chose plus nouvelle, des scientifiques s'en emparent. Aux États-Unis, l'exemple le plus connu est celui du laboratoire RAND, qui fournit des contributions majeures à ces réflexions et à l'éclosion des théories les plus importantes des années 1950 et 1960. L'adaptation de la théorie des jeux au contexte des relations internationales est à cet égard illustrative de la quête de réponses scientifiquement incontestables et par conséquent solides face à l'angoisse réelle qui entoure toutes ces questions dans les gouvernements, les médias et les populations.
Avec l'arme nucléaire, l'humanité possède une arme dont elle a vite pris conscience du caractère entièrement nouveau et qui peut la détruire. Cette situation et le fait qu'à ce jour elle n'a jamais été utilisée dans un contexte d'affrontement entre deux puissances la possédant génèrent d'intenses réflexions tout au long de la guerre froide sur son utilisation politique et militaire. Ces réflexions s'articulent autour de trois grands axes : les doctrines de dissuasion nucléaire, les stratégies de gain d'une guerre nucléaire, et la recherche de moyens de défense active et passive contre les armes nucléaires offensives.

### Doctrines de dissuasion nucléaire
Le courant de pensée central est celui de la dissuasion, c'est-à-dire de la menace d'employer l'arme nucléaire en représailles à une agression contre les intérêts vitaux. Au fil de l'évolution des technologies et des rapports de force entre les deux Grands, différentes stratégies de mise en œuvre de la dissuasion ont successivement émergé, qui reposent soit sur une supériorité stratégique marquée d'un des camps sur l'autre, soit au contraire sur une approche minimaliste des moyens stratégiques requis pour dissuader, soit enfin sur une solution médiane consistant à rechercher un équilibre stratégique stable entre adversaires possédant l'arme nucléaire.
La première formulation précise de la dissuasion nucléaire et de ses conséquences militaires et politique est due à des chercheurs de Yale, sous la direction de Bernard Brodie qui publient en février 1946 un ouvrage intitulé The Absolute Weapon - Atomic Power and World Order.

#### La stratégie des «représailles massives» ou doctrine Dulles

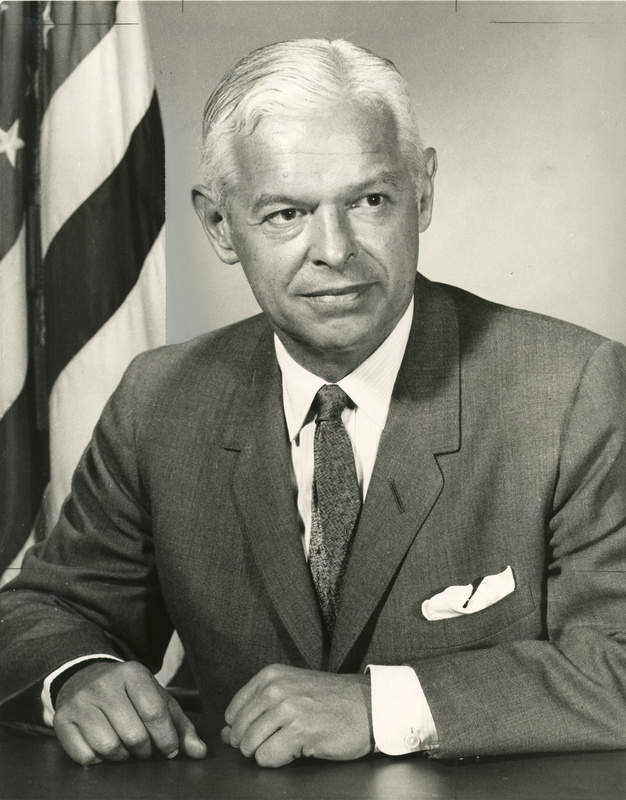
Paul Nitze a occupé divers postes gouvernementaux ou de conseiller sous toutes les présidences américaines de Truman à Reagan, qui lui ont permis d'exercer une influence considérable dans la définition des stratégies nucléaires, notamment en tant que contributeur à l'élaboration de la directive NSC-68.

Formulée au début des années 1950, la politique de représailles massives d'Eisenhower s'inscrit dans le contexte d'une supériorité des États-Unis en armes nucléaires telle que leur emploi peut paraître présenter un risque relativement limité pour les États-Unis au regard des destructions potentielles très importantes qui en résulteraient en URSS, ce qui donne à cette stratégie un caractère crédible qu'Eisenhower et son Secrétaire d'État Dulles se sont toujours efforcés de mettre en avant. Elle repose sur un principe simple : toute attaque soviétique contre un pays membre de l'OTAN expose l'URSS à des représailles nucléaires massives sur ses villes, sans préavis et sans retenue. Elle répond aussi à la volonté d'Eisenhower d'une stricte orthodoxie en matière budgétaire, via en particulier une forte limitation des budgets d'armements conventionnels rendue possible par le développement, pour un coût comparativement modeste, des armes nucléaires.

#### La «capacité de seconde frappe» ou la «destruction mutuelle assurée»
À partir du milieu des années 1950, le consensus se fait progressivement tant aux États-Unis qu'en URSS sur le fait que l'emploi massif d'armes nucléaires stratégiques ne peut mener qu'à une destruction mutuelle. Ce constat conduit à introduire dans les réflexions stratégiques les notions de première et seconde frappes et pas seulement d'équilibre du nombre de vecteurs et bombes nucléaires. La capacité à mener une frappe nucléaire après une frappe ennemie, à une échelle suffisamment importante pour dissuader la première frappe, devient une préoccupation majeure des états-majors et des stratèges. Il s'agit non plus d'égalité des forces mais de disposer d'une force suffisamment protégée ou invulnérable pour garantir la capacité de représailles en toutes circonstances. Elle constitue une incitation forte à la course aux armements, chaque camp pouvant craindre que l'autre ne développe des armes toujours plus puissantes, précises et nombreuses. La diminution de la vulnérabilité des cibles civiles et militaires devient corrélativement un autre axe de réflexion tant aux États-Unis qu'en Union soviétique : les Américains se rendent compte qu'en réalité leurs bases aériennes sont très mal protégées contre les bombardements et que rien n'a encore été fait en matière de protection civile.
Après avoir orienté Kennedy dès le début de sa présidence en 1960 vers des stratégies de « réponse flexible » et « anti-forces » en remplacement de celle des « représailles massives », McNamara fait adopter cette stratégie de « destruction mutuelle assurée » fin 1963 par le président Johnson qui vient de succéder à Kennedy assassiné à Dallas, mettant ainsi un terme aux débats stratégiques aux États-Unis pour le reste de la décennie.
Le grand diplomate américain, George F. Kennan, quoique résolument en faveur du dialogue avec l'URSS et fermement convaincu que cette dernière n'a aucunement l'intention de se lancer dans une guerre nucléaire totale, admet qu'il est prudent de se doter des moyens de dissuasion nucléaire adéquats pour parer à une éventuelle attaque surprise.Cet équilibre de la terreur apparaît toutefois comme étant instable à la plupart des stratèges de l'époque.

#### Les stratégies de dissuasion minimale ou «du fort au faible»
Ces stratégies ont sans doute, en partie par nécessité, été adoptées par les puissances nucléaires secondaires comme la Chine ou la France, cette dernière en particulier ayant théorisé très clairement en la matière via les écrits du général Beaufre. L'idée est qu'il suffit pour un pays comme la France de pouvoir infliger des dommages supérieurs à ceux qu'un adversaire retirerait de son invasion pour que la dissuasion joue. La Chine, également, n'a constitué qu'un stock modeste d'armes nucléaires, comparable à celui de la France ou de la Grande-Bretagne, le jugeant suffisant pour atteindre ses objectifs stratégiques. En URSS, à la fin des années 1950 et au début des années 1960, Nikita Khrouchtchev limite la flotte de surface et les bombardiers stratégiques estimant que la possession d'un nombre limité de fusées armées de bombes très puissantes était suffisant au regard de ses objectifs de politique étrangère.

### Stratégies de gain d'une guerre nucléaire

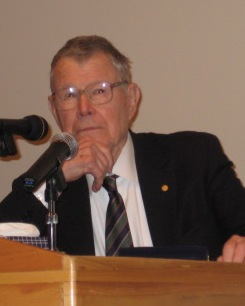
Thomas Schelling, économiste américain, prix Nobel 2005, est un spécialiste de l'adaptation de la théorie des jeux au contexte des relations internationales et de la stratégie, thème central de son ouvrage majeur Strategy of Conflict paru en 1960.

Les gouvernants ne tiennent pas pour acquis que la dissuasion fonctionnera, ce qui les conduit à s'interroger sur les moyens de gagner une guerre nucléaire dans le cas où malgré tout elle éclaterait, en explorant deux voies principales. La première consiste sur le plan stratégique à prendre de vitesse l'adversaire en détruisant ses forces nucléaires avant qu'il ne frappe. La seconde consiste sur le plan tactique à envisager un emploi limité des armes nucléaires utilisables sur les théâtres d'opérations, pour s'assurer un avantage décisif lors des phases initiales d'un conflit, en espérant ne pas aller jusqu'à l'Armageddon nucléaire.

#### La «guerre préventive» ou la «guerre préemptive»
Au début des années 1950, une des questions qui se posent est : peut-on gagner une guerre nucléaire et comment faire pour y parvenir ? Les États-Unis ont encore une très large supériorité nucléaire sur l'Union soviétique, mais celle-ci commence à posséder des bombardiers capables d'atteindre le territoire américain et surtout le territoire européen. La supériorité utile est celle qui permet d'éliminer les capacités de représailles de l'adversaire en cas de conflit, ou tout au moins de les ramener à un niveau acceptable. La puissance des armes thermonucléaires qui commencent à être produites dans la première moitié des années 1950 est telle qu'il suffit de quelques bombardiers pour détruire les principales villes d'un ennemi et dépasser ainsi le seuil des dommages acceptables que les dirigeants politiques n'ont jamais pu ou voulu définir avec précision.
La perte de leur monopole conduit les militaires américains à s'interroger sur un scénario de guerre préventive, qui consiste en une attaque visant délibérément l'Union soviétique hors contexte de crise pour éliminer ses capacités nucléaires en cours de constitution. Cette hypothèses est considérée assez sérieusement dans les années 1954/55 puisqu'elle est discutée jusqu‘au sein du NSC, mais elle n'est soutenue que par une petite minorité de ses acteurs.
Il en va autrement du concept de guerre préemptive, voisin mais très différent dans son esprit, qui consiste à frapper les premiers le territoire d'un ennemi qui serait manifestement en train de préparer une attaque massive nucléaire ou conventionnelle. Cette stratégie, étudiée de manière très sérieuse, consiste à privilégier les attaques visant le potentiel militaire de l'ennemi (dites « anti-forces ») de manière à réduire très fortement ses capacités de riposte nucléaire ou d'invasion de l'Europe ; elle limite les frappes contre les villes (dites « anti-cités ») qui ont comme inconvénient majeur d'encourager l'ennemi dans des représailles de même nature pouvant conduire à un holocauste nucléaire. Elle est moralement beaucoup plus acceptable que la guerre préventive, mais suppose d'être capable de détecter assez tôt et à un bon niveau de certitude la réalité de préparatifs à une guerre massive déclenchée par l'Union soviétique, ce qui n'est pas évident dans l'état de la technologie.
Du côté soviétique, les réflexions stratégiques s'orientent vers une doctrine d'attaque surprise pour obtenir un avantage militaire décisif, similaire au concept américain de frappe préemptive, pour assurer le succès des forces conventionnelles très importantes du Pacte de Varsovie et pour frapper les centres économiques occidentaux vitaux dans l'optique de s'emparer de l'Europe.
Toutefois, les facteurs d'incertitude, qui constituent un composant essentiel de la dissuasion, sont tels sur la faisabilité des différents scénarios de guerre nucléaire envisagés qu'aucun des deux Grands ne se sent finalement assuré de pouvoir gagner. La révolution technologique mise en avant par des penseurs comme Herman Kahn ne se traduit finalement pas par une révolution stratégique.

#### La guerre atomique tactique
À partir de 1954, les plans de l'OTAN prévoient explicitement l'usage d'armes nucléaires dans les opérations militaires en Europe, rendu techniquement possible par la multiplication des armes nucléaires dites tactiques, c'est-à-dire de portée et de puissance relativement limitées. La première question qui se pose est celle de la dégénerescance en guerre totale avec emploi des armes nucléaires stratégiques en cas d'emploi de telles armes. Beaucoup en doutent et ce débat prend toute son acuité lors de la crise de Berlin en 1961, au cours de laquelle les Américains s'interrogent dramatiquement sur la manière de répondre militairement à une éventuelle avancée militaire des soviétiques à Berlin-Est. En 1964, Lord Mountbatten, ancien président du comité militaire de l'OTAN, n'hésite pas à contredire la doctrine officielle d'emploi des armes tactiques en disant qu'elles « ne pourraient que provoquer une escalade débouchant en fin de compte sur la guerre totale, et que, de ce fait, aucune personne sérieuse ne pouvait envisager leur utilisation.
La deuxième question est celle du caractère réaliste de cette forme de guerre. Des exercices et des simulations (« jeux de guerre ») sont effectuées par de nombreuses armées, sans arriver à démontrer la faisabilité réelle d'un combat des forces conventionnelles sur le théâtre européen en environnement nucléaire,,.

#### La «riposte graduée»

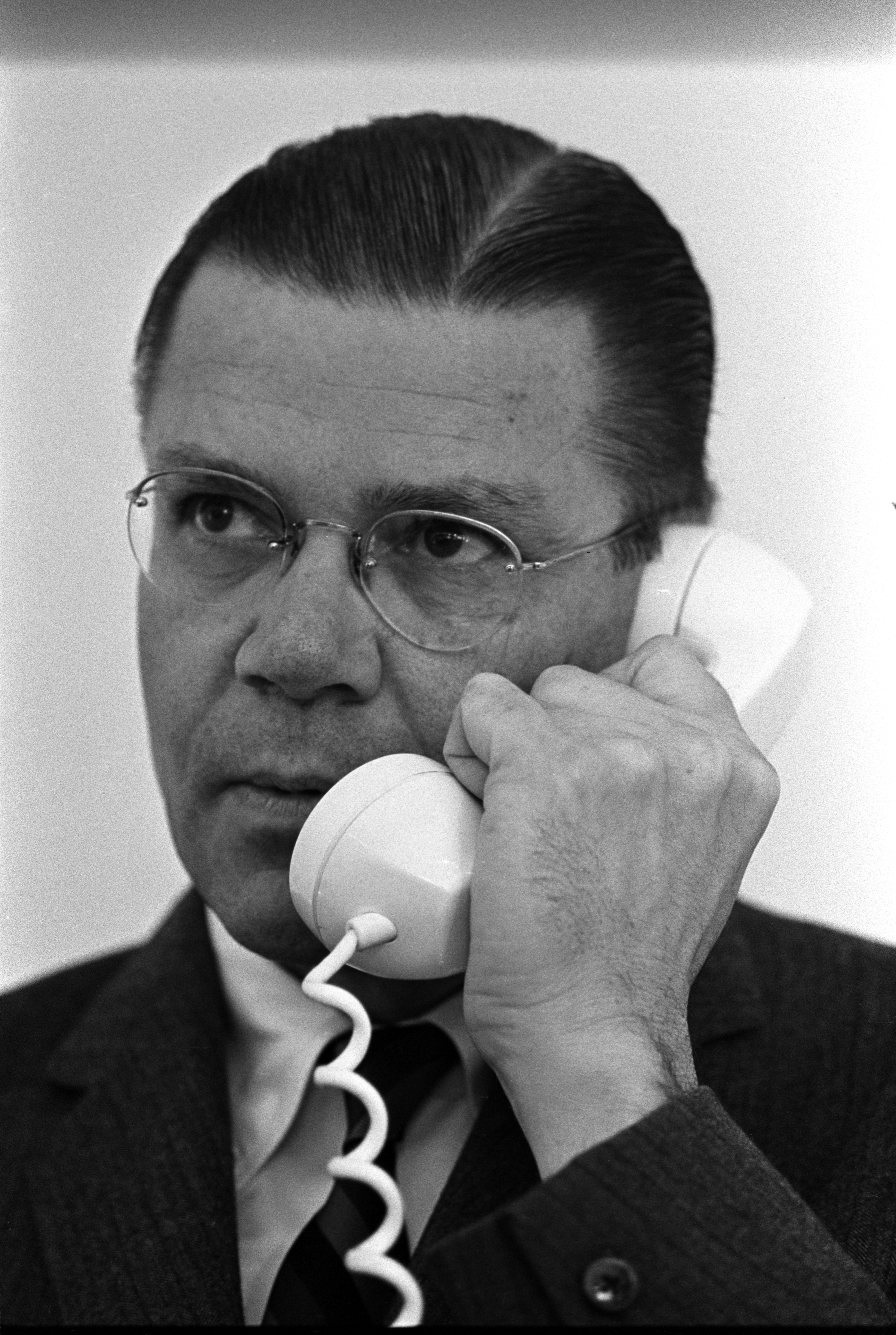
Robert McNamara, secrétaire à la Défense des États-Unis de 1961 à 1968, modernise le management du Pentagone et s'appuie sur des scientifiques et stratèges civils, s'attirant des critiques de l'establishment militaire.

En 1962, la doctrine McNamara (ou doctrine de la riposte graduée) remplace la doctrine Dulles des « représailles massives » dans le contexte de la défense de l'Europe dans le cadre de l'OTAN. La menace d'une riposte nucléaire massive pour dissuader l'URSS de toute forme d'attaque contre l'Ouest n'est plus jugée suffisante depuis que l'URSS dispose de moyens nucléaires qui lui permettraient d'infliger des dommages considérables en Europe et aux États-Unis. Pour être crédible la dissuasion suppose de pouvoir opposer « des forces OTAN adéquates à toute menace ou à tout acte d'agression possibles, depuis des opérations clandestines jusqu'à la guerre nucléaire généralisée ». Le nouveau concept de défense est fondé sur « une souplesse qui empêchera l'agresseur éventuel de prévoir avec une certitude suffisante la réaction spécifique de l'OTAN à l'agression, souplesse qui l'amènera à conclure à un degré de risque inacceptable, quelle que soit la nature de son attaque ».
La doctrine McNamara admet explicitement que la dissuasion peut échouer car l'URSS dispose d'un très vaste éventail d'actions possibles. En cas d'agression, l'OTAN pourrait répondre soit par une « défense directe, [qui cherche] à vaincre l'agression au niveau auquel l'ennemi choisit de se battre », soit par une escalade délibérée, soit par une riposte nucléaire générale. La principale dissuasion à une agression en deçà de l'attaque nucléaire généralisée est la menace d'escalade qui conduirait le Pacte de Varsovie à conclure que les risques courus sont hors de mesure avec ses objectifs. Cette doctrine demeure en force jusqu'à la fin de la guerre froide.

#### La «stratégie de compensation»
Le président Carter demande, à son arrivée au pouvoir, que soit étudiée une révision de la stratégie nucléaire des États-Unis pour mieux répondre aux évolutions intervenues du côté soviétique. Ces réflexions conduisent à l'adoption officielle en juillet 1980 de la « stratégie de compensation » (en anglais « Countervailing Strategy ») dont le principe est de se mettre en mesure de gérer une guerre nucléaire à la fois prolongée et limitée, grâce à des plans flexibles comportant de multiples options, à la mesure de ce que les progrès technologiques permettent.

### Défense active et passive contre les armes nucléaires offensives
Il s'agit de développer les moyens de défense active ou passive de manière au mieux à neutraliser une agression nucléaire ou au moins à en limiter les dégâts en résultant. L'objectif est double : assurer la survie des armes nucléaires qui seraient exposées à une attaque d'une part de manière à conserver une capacité de riposte, protéger les grands centres urbains et économiques d'autre part.

#### Défense antimissiles
Comme sur tous les sujets liés au nucléaire, cette question donne lieu à d'intenses débats et à des développements parallèles chez les deux grands. Les programmes concrets lancés n'aboutissent qu'à des mesures limitées tant sont grandes les interrogations sur la faisabilité économique et la capacité technique à déployer des systèmes de défense qui protègent réellement d'une attaque massive. La signature en 1972 du traité ABM qui limite drastiquement le nombre d'armes anti-balistiques montre que les dirigeants politiques de l'Ouest comme de l'Est n'accordent qu'un crédit relatif à cette option stratégique et voient surtout en elle un risque de déstabilisation de l'équilibre de la terreur qui demeure la doctrine de référence en matière de dissuasion et donc d'évitement d'une guerre nucléaire.

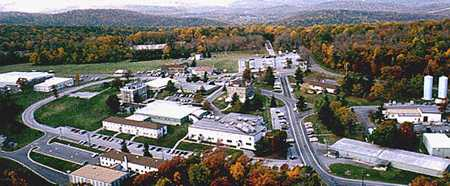
Installations de surface du centre d'opérations d'urgence du Mount Weather construit en 1959 et qui dépend depuis 1978 de l'agence fédérale des situations d'urgence. Il s'agit d'une des installations construites pour assurer la continuité du gouvernement américain en cas de conflit.

En 1983 toutefois, le président Reagan lance l'initiative de défense stratégique (IDS), connue sous le nom de « Guerre des étoiles », programme de loin le plus ambitieux qui ait existé en matière de défense active contre les attaques nucléaires. Il s'agit de mettre en orbite un réseau de satellites devant détecter et détruire les missiles balistiques en vol. Extrêmement coûteux et technologiquement hasardeux, ce programme apparaît répondre à des objectifs plus politiques voire éthiques que militaires. Pour Reagan, il est un impératif moral qui justifie la mobilisation durable des ressources de la nation : l'IDS doit déboucher sur une sortie de la dissuasion par la menace de destruction assurée (MAD). L'IDS bénéficie de budgets substantiels mais l'opportunité d'un premier déploiement est écartée en 1986-1987.
Outre les débats aux États-Unis sur sa faisabilité, cette initiative relance les craintes des Européens sur un retour à l'isolationnisme américain dont le territoire deviendrait un sanctuaire quasi inviolable, et surtout elle inquiète les Soviétiques qui y voient un risque majeur de rupture de l'équilibre nucléaire atteint au prix d'un énorme effort économique. Finalement, l'IDS sert avant tout de monnaie d'échange dans les négociations intenses qui vont s'ouvrir entre Reagan et Gorbatchev à partir de 1985. Ce programme, en poussant les Soviétiques à maintenir leurs dépenses militaires à des niveaux très élevés, est généralement considéré comme ayant contribué à la chute de l'Empire soviétique en 1990-1991[réf. souhaitée].
Dès 1989, l'administration Bush réduit le budget de l'IDS. Puis, avec la fin de la guerre froide et après la guerre du Golfe, elle revoit totalement son format : l'objectif n'est plus de protéger le territoire d'une attaque massive mais d'intercepter une frappe limitée venant de nouvelles puissances nucléaires. Malgré le traité sur la non-prolifération (TNP), les États-Unis n'excluent pas que des États comme la Corée du Nord mènent à terme un programme nucléaire. L'IDS est officiellement abandonnée en 1993 par le président Clinton.

#### Protection de la population contre les conséquences des explosions nucléaires
Les craintes d'une attaque nucléaire surprise conduisent les dirigeants politiques américains, soviétiques et européens à s'interroger sur les mesures à prendre pour en limiter les conséquences. Des abris antiatomiques sont construits à plus ou moins grande échelle pour protéger les institutions gouvernementales et militaires essentielles et des plans mis en place pour gérer les situations de crise extrême. Concernant la protection des populations civiles dans leur ensemble, les États-Unis entreprirent en 1961 un vaste plan de construction d'abris antiatomiques : en pleine crise de Berlin, le 25 mai 1961, lors du Special Message to the Congress on Urgent National Needs, en même temps qu'il fixe l'objectif d'envoyer un Américain sur la Lune avant la fin de la décennie, Kennedy annonce le lancement d'un vaste plan de protection civile. Ce plan est abandonné au bout de quelques années. L'Union soviétique, puis la Russie, construisent pour leur part des abris qui, en 2010, peuvent abriter par exemple la moitié de la population de Moscou[réf. nécessaire].

## Limitation des risques et de la prolifération nucléaires
Les politiques de limitation des risques et de la prolifération nucléaires ont plusieurs origines : volonté de réduire les coûts de la course aux armements, craintes d'un conflit nucléaire résultant d'un accident ou d'une méprise, prise de conscience des conséquences écologiques d'une guerre nucléaire, interrogations sur la légitimité morale et juridique de l'arme nucléaire et réponse aux courants pacifistes, propagande politique à usage interne ou externe.
Les deux Grands prennent conscience au début des années 1960 qu'il est dans leur intérêt de limiter les risques nucléaires. Il ne s'agit pas pour eux d'éliminer leur arsenal nucléaire, mais d'agir progressivement selon trois axes : en premier lieu la non-prolifération et l'auto-limitation des domaines de test et de déploiement de ces armes, en second lieu la réduction des risques de conflit résultant de causes accidentelles ou de la mauvaise interprétation des intentions de l'autre, et enfin la réduction du nombre d'armes nucléaires en leur possession. Des négociations sur ces différentes dimensions d'encadrement du développement des armes et sur la diminution de leur nombre ont été menées pratiquement sans interruption pendant la guerre froide et se sont poursuivies après l'effondrement du bloc soviétique.
Enfin, un courant pacifiste, plus ou moins audible ou influant selon les périodes, dénonce constamment pendant la guerre froide l'existence même des armes nucléaires et prône leur élimination.

### Contrôle international de l'atome en vue de l'élimination des armes nucléaires

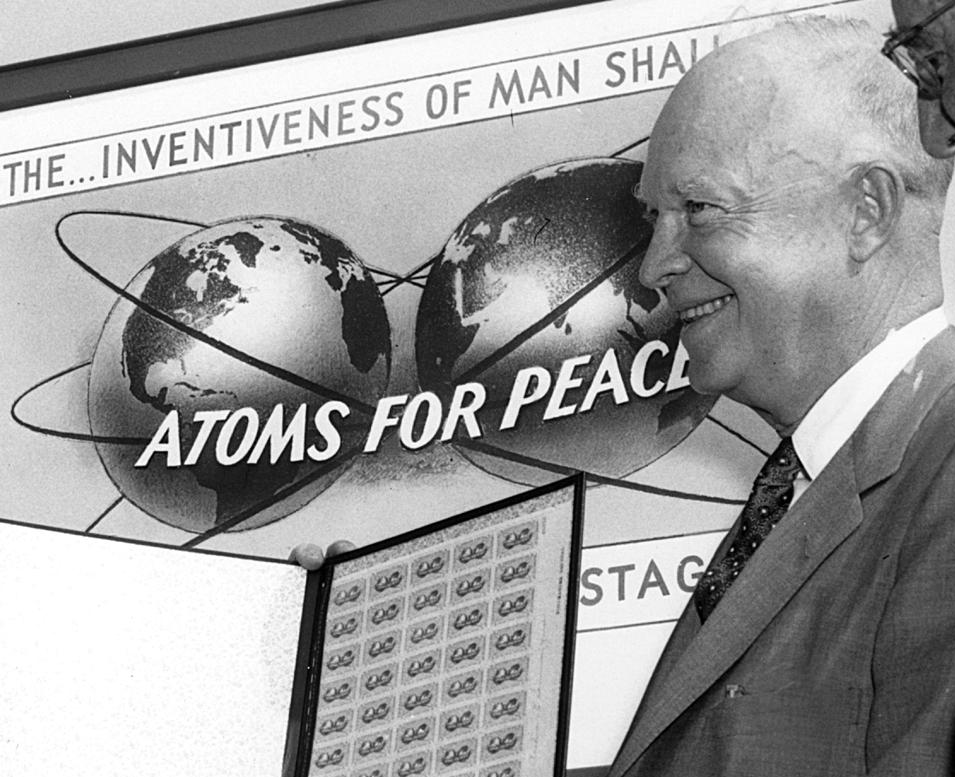
Eisenhower reçoit un album de timbres édités pour célébrer son discours.

La question du contrôle international de l'énergie atomique et de l'élimination des armes nucléaires se pose dès la révélation au grand public de l'existence de ces armes en 1945. Tout en continuant leur développement, Truman engage les États-Unis sur la voie de leur interdiction dans le cadre des Nations unies nouvellement créées. Très symboliquement, la première résolution adoptée par la première Assemblée générale des Nations unies le 24 janvier 1946 porte sur la Création d'une commission chargée d'étudier les problèmes soulevés par la découverte de l'énergie atomique. En juin 1946, les États-Unis présentent devant cette commission un plan, dit plan Baruch, faisant des propositions de contrôle des matières fissiles et d'arrêt du développement des armes nucléaires. Ce plan est rejeté par les Soviétiques qui poussent au maximum le développement de leur bombe atomique, ouvrant ainsi définitivement la porte à l'ère nucléaire. La Commission de l'énergie atomique cessera toute activité en 1949 et sera officiellement dissoute en 1952.
Les Soviétiques se déclarent souvent à cette même tribune partisans d'un désarmement nucléaire complet. Dans les années 1950, il s'agit en fait davantage pour les grandes puissances d'afficher une posture pacifiste et de gêner les plans de développement nucléaires de l'autre que d'une réelle volonté d'abandon de ces armes. Tout espoir sérieux d'élimination des armes nucléaires est complètement abandonné au milieu des années 1950.
Dans son discours spectaculaire dit Atoms for Peace du 8 décembre 1953 devant l'Assemblée générale de l'ONU, le président Eisenhower propose qu'une partie des matières fissiles permettant de produire des bombes nucléaires soit mise sous contrôle d'une Agence internationale de l'énergie atomique sous les auspices de l'ONU,. Ces produits serviraient au développement des applications pacifiques de l'énergie atomique, et seraient utilisés par de nombreux pays. Dans l'esprit d'Eisenhower, ces propositions sont sincères et constituent une première étape faisable sur la route du désarmement nucléaire. Les négociations, que les Soviétiques acceptent d'ouvrir fin 1953 sur ces propositions, aboutissent fin 1956 au vote des statuts de l'AIEA à l'ONU.

### Limitation des arsenaux nucléaires et de la prolifération nucléaire
| Signé | Libellé                                                                              |
| ----- | ------------------------------------------------------------------------------------ |
| 1959  | Traité sur l'Antarctique                                                             |
| 1963  | Traité d'interdiction partielle des essais nucléaires                                |
| 1967  | Traité de l'espace                                                                   |
| 1967  | Traité de Tlatelolco                                                                 |
| 1968  | Traité sur la non-prolifération des armes nucléaires                                 |
| 1971  | Traité de désarmement sur le fond des mers et des océans                             |
| 1972  | Accord intérimaire de limitation des armes stratégiques (dit SALT I)                 |
| 1972  | Traité de limitation des systèmes contre les missiles balistiques (dit Traité ABM)   |
| 1979  | Accord de limitation des armes stratégiques offensives (dit SALT II)                 |
| 1979  | Traité sur la Lune                                                                   |
| 1980  | Convention sur la protection physique des matières nucléaires                        |
| 1985  | Traité de Rarotonga                                                                  |
| 1987  | Traité sur les forces nucléaires à portée intermédiaire (dit FNI)                    |
| 1991  | Traité de réduction et de limitation des armes stratégiques offensives (dit START I) |
| 1991  | Protocole de Lisbonne avec la Biélorussie, l'Ukraine et le Kazakhstan                |
| 1995  | Traité de Bangkok                                                                    |
| 1996  | Traité de Pelindaba                                                                  |
| 1996  | Traité d'interdiction complète des essais nucléaires (TICE) (non ratifié fin 2019)   |

Les premières explosions de bombes thermonucléaires dans les années 1953-1954 effrayent à nouveau les populations et leurs dirigeants, et les incitent, à défaut d'abolition complète de ces armes, à en limiter le développement. Khrouchtchev, par exemple, est bouleversé par la vision de films montrant des explosions nucléaires. La recherche d'accords de limitation des armes nucléaires est un des thèmes sur lesquels les Nations unies sont les plus actives tout au long de la guerre froide, notamment via la création de l'Agence internationale à l'énergie atomique en 1956.
Les nombreux traités négociés durant la guerre froide appartiennent essentiellement à deux catégories :
- les traités bilatéraux entre les États-Unis et l'Union soviétique à travers lesquels les deux superpuissances auto-limitent leurs arsenaux nucléaires ;
- les traités multilatéraux dont l'objectif est de limiter la prolifération nucléaire. Il s'agit soit de traités qui interdisent la possession ou le déploiement d'armes nucléaires dans une zone, comme le traité de Tlatelolco prohibant les armes nucléaires en Amérique latine et dans les Caraïbes ou le traité de l'espace, soit de traités de portée universelle qui restreignent le développement ou la possession d'armes nucléaires, dont le plus abouti est le Traité sur la non-prolifération des armes nucléaires (TNP) signé en 1968, qui demeure au XXIe siècle le pilier du désarmement nucléaire dans le monde[15].

Le TNP a pour objectif que le nombre d'États dotés de l'arme nucléaire (EDAN) reste limité aux cinq qui la possèdent et que tous les autres États s'engagent à ne pas s'en doter (ENDAN), en contrepartie de l'engagement des premiers de négocier une réduction de leurs arsenaux et de parvenir à terme au désarmement nucléaire.
L'arrivée au pouvoir de Gorbatchev en 1985 se traduit par une reprise des négociations entre les deux Grands avec une volonté de les accélérer et de leur donner une ampleur sans précédent par rapport aux accords SALT des années 1970. Signé en 1987, le Traité sur les forces nucléaires à portée intermédiaire (FNI) marque la fin de la crise des Euromissiles en Europe ; il est le premier traité à avoir éliminé totalement une catégorie d'armement. D'autres négociations portant sur la réduction des forces conventionnelles en Europe lancées en 1989 aboutissent en 1990 à la signature du Traité sur les forces conventionnelles en Europe, alors que le précédent round de négociation sur le même sujet initié en 1970 n'a abouti à aucun accord, après six ans de négociations à Vienne de 1973 à 1979, et dix ans de suspension de ces négociations en raison de l'intervention soviétique en Afghanistan. Le troisième et dernier traité majeur signé est le Traité de réduction des armes stratégiques START I.

### Prévention du risque de guerre nucléaire par accident
| Signé | Libellé                                                                                                  |
| ----- | --- |
| 1971  | Accord relatif à certaines mesures destinées à réduire le risque de déclenchement d'une guerre nucléaire |
| 1972  | Accord sur la prévention des incidents en haute mer (en)                                                 |
| 1973  | Accord relatif à la prévention de la guerre nucléaire (en)                                               |
| 1987  | Accord sur les centres de réduction des risques nucléaires (en)                                          |
| 1988  | Accord sur les notifications de lancements de missiles balistiques                                       |

Après la crise de Cuba, les dirigeants américains et soviétiques se rendent mieux compte des risques que peuvent faire courir une mauvaise appréciation des intentions de l'autre ou un accident impliquant des armes nucléaires. Les systèmes de surveillance électroniques ont signalé très souvent des attaques imaginaires qui ont failli déclencher la guerre,. Un ensemble de décisions d'ordre politique ou technique sont prises afin d'éviter qu'éclate une confrontation nucléaire qui ne soit pas voulue et contrôlée par les plus hautes autorités.
En premier lieu, plus jamais jusqu'à la fin de la guerre froide Américains ou Soviétiques ne créent une situation de chantage nucléaire « au bord du gouffre » comme à Berlin ou à Cuba. Un accord tacite existe pour ne pas menacer l'autre Grand ou ses alliés principaux directement dans leur intégrité territoriale ou leurs intérêts vitaux. C'est dans cet esprit que la conférence d'Helsinki aboutit en 1975 aux accords garantissant les frontières existantes en Europe consécutivement à la Seconde Guerre mondiale.
Mais l'initiative la plus spectaculaire et visible du grand public est l'instauration, à l'été 1963, d'une liaison directe entre Moscou et Washington, popularisée sous le nom de Téléphone rouge et utilisée à plusieurs reprises lors des crises au Moyen-Orient notamment.
D'autres mesures sont prises, comme l'accord de 1972 réglementant les manœuvres navales militaires afin d'éviter la reproduction d'incidents comme il s'en est produit à plusieurs reprises dans les années 1960, et surtout l'accord de 1973 relatif à la prévention de la guerre nucléaire,.
En 1987, le traité FNI est complété par l'établissement d'un Centre de réduction des risques nucléaires.

### Courants pacifistes

Le symbole de CND, créé par Gerald Holtom en 1958. Il devint ultérieurement un symbole de la paix universel.

Très tôt, dans les années 1940, des scientifiques et des diplomates s'inquiètent du développement des armes nucléaires et des risques de la dissuasion nucléaire. Dès les bombardements d'Hiroshima et de Nagasaki, des scientifiques qui ont participé au projet Manhattan fondent le Bulletin of the Atomic Scientists afin d'informer sur le nucléaire ou s'expriment publiquement sur la nécessité d'un contrôle international des matières et armes nucléaires. Le 18 mars 1950, l'Appel de Stockholm de Frédéric Joliot-Curie, scientifique français, président du Conseil mondial de la Paix, vise à interdire la bombe nucléaire dans le monde. L'attention du grand public est pour la première fois attirée en 1954 par les retombées radioactives touchant l'équipage d'un bateau de pêche japonais à la suite du test d'une bombe H dans le Pacifique. En 1955, le manifeste Russell-Einstein dont naît le Mouvement Pugwash expose les dangers du nucléaire et appelle les dirigeants du monde à trouver des solutions pacifiques pour résoudre les conflits. Signataire de ce manifeste, Pauling présente en 1958 aux Nations unies une pétition signée par plus de 11 000 scientifiques et appelant à l'arrêt des essais nucléaires[réf. nécessaire]. La pression de l'opinion publique conduit à un moratoire sur les essais en surface, suivi par la signature du traité d'interdiction partielle des essais nucléaires en 1963. Le jour de l'entrée en vigueur du traité, le comité Nobel décerne à Pauling le prix Nobel de la paix. En Union soviétique, de nombreux scientifiques impliqués dans les programmes nucléaires dénoncent publiquement les dangers et se font les avocats de leur élimination, parmi lesquels Andreï Sakharov et Igor Kourtchatov.
Les opposants au nucléaire militaire essaient aussi d'exploiter le terrain juridique afin d'établir « le caractère licite ou non, selon le droit international, de recourir à la menace ou à l'emploi d'armes nucléaires dans quelques circonstances que ce soit »auteur de la citation ?[réf. nécessaire]. Sur ce terrain, les grandes instances internationales ne rendent pas d'avis emportant clairement une décision en faveur ou en défaveur de la dissuasion nucléaire,.

## Potentiel nucléaire comparé des États-Unis et de l'URSS

### Stocks d'ogives nucléaires

Nombre total d'ogives nucléaires tactiques et stratégiques possédées par les États-Unis et l'URSS pendant la guerre froide.

La supériorité des États-Unis est totale jusqu'en 1955, d'autant qu'en nombre de vecteurs l'URSS est très en retard et ne possède pas d'arme capable d'atteindre les États-Unis avant 1959.
Les années 1950 sont celles de la course à la puissance unitaire des bombes stratégiques et à la miniaturisation pour doter les armes tactiques d'ogives nucléaires. La puissance est utilisée comme une arme politique d'intimidation vis-à-vis de l'autre grande puissance : le 30 octobre 1961, Khrouchtchev fait exploser une bombe de 50 mégatonnes nommé la Tsar Bomba, la plus puissante jamais testée, dans le but de faire peur aux occidentaux en pleine crise de Berlin et à moins d'un an de celle de Cuba. Dans les années 1960 et 1970, la course aux armements se traduit par une progression constante du nombre d'ogives, les États-Unis faisant la course en tête. Les accords SALT conduisent à un rapprochement des stocks d'armes possédés par les deux Grands.
Dans les années 1970, le mirvage conduit à une croissance exponentielle du nombre d'ogives d'une moindre puissance unitaire. Le premier vecteur nucléaire à tête multiple est le missile balistique intercontinental (ICBM) américain Minuteman III, dont les premiers exemplaires opérationnels sont mis en service en 1970 : sa tête multiple comprend trois ogives indépendantes de type W62/Mk-12 d'une puissance unitaire de 170 Kt, en remplacement de la tête unique des Minuteman II d'une puissance de 1,2 Mt.

### Armes nucléaires stratégiques

Ogives portées par les vecteurs stratégiques : bombardier stratégique, ICBM, SNLE.

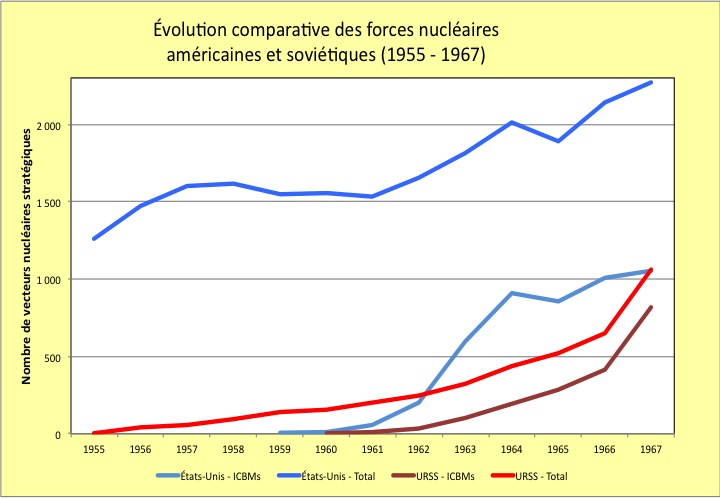
Évolution comparative des forces nucléaires américaines et soviétiques (1955-1967).

Jusqu'au milieu des années 1950, le seul vecteur de l'arme nucléaire stratégique est le bombardier. En la matière, la supériorité des États-Unis est écrasante, dans le prolongement du savoir-faire et des moyens acquis pendant la Seconde Guerre mondiale et grâce au réseau de bases aériennes dans le monde entier qui encercle littéralement l'Union soviétique. Dans les années 45-50, les B29 déjà utilisés à Hiroshima en 1945 forment l'ossature du Strategic Air Command américain avec une centaine d'appareils transformés pour pouvoir larguer des bombes atomiques. L'URSS dispose de ses premiers véritables bombardiers stratégiques en 1956 au sein de l'aviation à long rayon d'action, mais elle concentre rapidement ses efforts sur les missiles balistiques.
Les missiles balistiques intercontinentaux (ICBM) arrivent en 1959-1960 dans les arsenaux américains et soviétiques, mais les premiers prennent rapidement l'avantage en nombre et en capacité opérationnelle. Ce n'est qu'en 1968 que les arsenaux s'équilibrent avec environ 1 000 ICBM déployés par chacun, les Soviétiques continuant ensuite d'en accroître le nombre. Au moment de la crise de Cuba, l'URSS est dans un rapport d'infériorité de 1 à 5 avec les États-Unis. Elle ne dispose que de six ICBM de type SS-6 Sapwood à propergol liquide, non protégés dans des silos, plus aptes en réalité à la conquête de l'espace qu'à la dissuasion nucléaire, et de quelque trente ICBM de type SS-7 Saddler plus dangereux, à comparer à environ 150 missiles Atlas et Titan, ces derniers à propergol solide, en silos et pouvant être lancés avec un préavis très faible,,.
L'arme la plus novatrice est le sous-marin nucléaire lanceur d'engins (SNLE en terminologie française, SSBN en américaine) réputé indétectable et donc quasi invulnérable et capable de frapper partout dans le monde. Les Américains lancent en 1955 le programme UGM-27 Polaris de développement d'un missile mer-sol balistique stratégique lancé par un sous-marin en immersion. Sa mise en service opérationnelle intervient en novembre 1960 à bord du premier SNLE américain, le USS George Washington (SSBN-598). Fin 1962, neuf de ces sous-marins dotés chacun de 16 missiles sont en service actif, et en 1967 la totalité des 41 sous-marins prévus sont opérationnels. Du côté soviétique, les sous-marins bénéficient d'une forte priorité, la marine dispose dans les années 1960 d'environ 400 sous-marins de tous types, ce qui en fait la première flotte sous-marine au monde. C'est avec un peu d'avance sur les Américains que sont mis en service à partir de 1958 les premiers sous-marins à propulsion classique équipés de missiles balistiques de la classe Golf. Le premier sous-marin à propulsion nucléaire de l'Union soviétique à être équipé de missiles balistiques entre en service fin 1960 ; son armement est composé de trois missiles d'une portée d'environ 600 km ; huit de ces sous-marins de la classe Hotel sont opérationnels fin 1962. Le premier SNLE de classe Yankee équivalent aux sous-marins américains est commissionné le 6 novembre 1967 embarquant 16 missiles stratégiques ; 34 de ces sous-marins sont mis en service de 1967 à 1974.
L'année 1962 constitue cependant une véritable charnière dans le rapport de forces entre les deux Grands puisque l'Union soviétique, sans avoir rattrapé son retard, possède désormais, si elle subissait une première frappe nucléaire, cette capacité de seconde frappe qui est la clef de voûte de la dissuasion nucléaire stratégique.
| Fin 1962                 | États-Unis                                                                             | Union soviétique |
| ------------------------ | -------------------------------------------------------------------------------------- | --- |
| Bombardiers stratégiques | Environ 1 500 appareils Principalement B-47 Stratojet et B-52 sous commandement du SAC | Environ 130–150 appareils Miassichtchev M-4 et Tu-95 dont env. 40 entrés en service en 1956 sous commandement de l'Aviation à long rayon d'action |
| ICBM                     | 203 missiles 129 Atlas, 54 Titan, 20 Minuteman                                         | 36 missiles 4 SS-6 Sapwood et 32 SS-7 Saddler |
| SSBN / SNLE              | 9 SNLE (5 classe George Washington, 4 classe Ethan Allen) portant 144 missiles         | 23 SLE de la classe Golf et 1 SNLE de la classe Hotel portant 72 missiles (+ 7 autres SNLE Hotel peut-être en service opérationnel)               |

### Armes nucléaires intermédiaires et tactiques

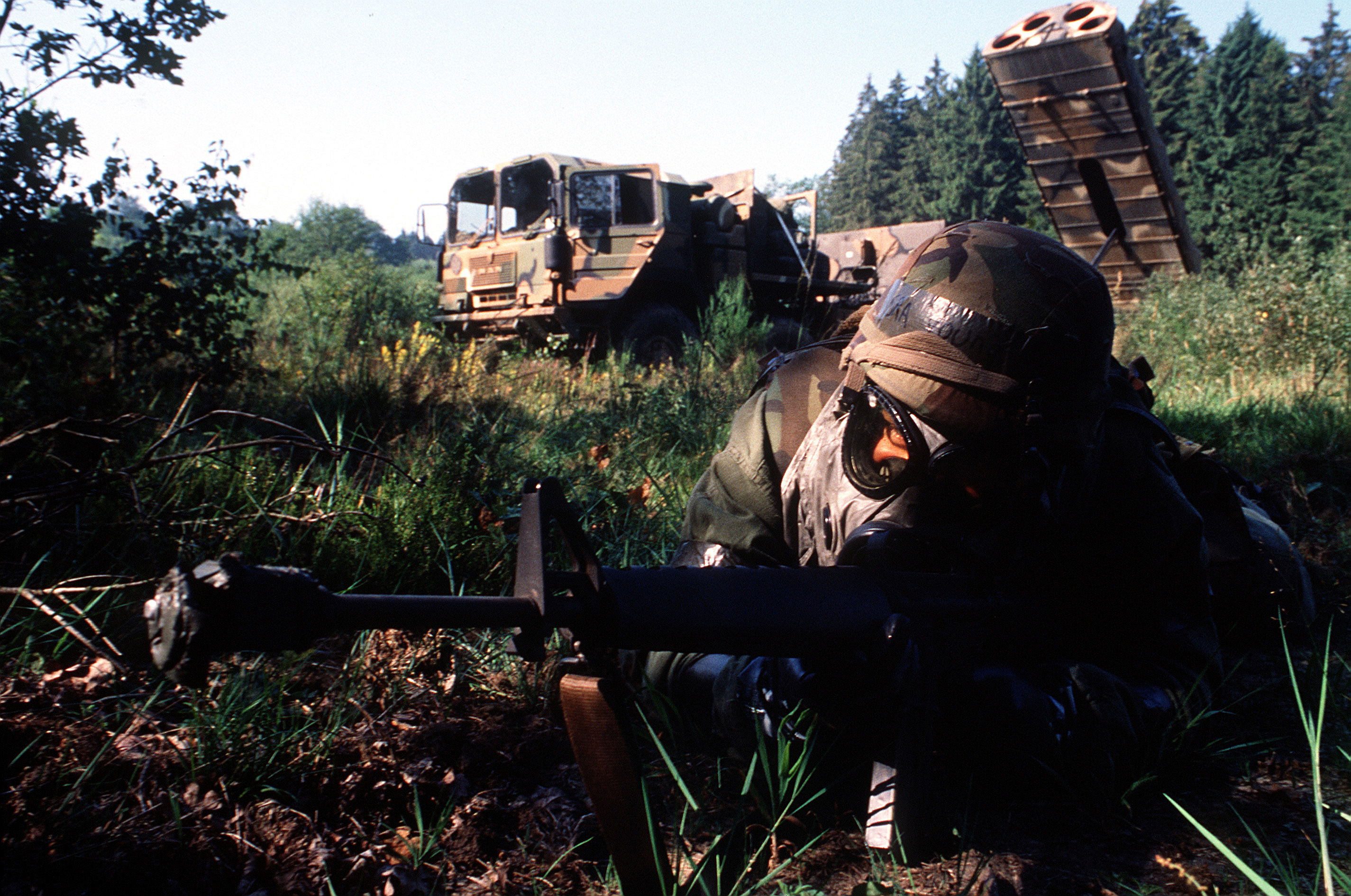
Un militaire américain avec un masque à gaz en protection d'un tracteur-érecteur-lanceur de missiles de croisière de BGM-109G Gryphon de l'United States Air Force in Europe stationné sur la base aérienne de Florennes en position de tir, en Belgique.

Ces armes sont les plus nombreuses et les plus puissantes d'entre elles s'apparentent en fait aux armes stratégiques, pour ce qui est du théâtre européen où la grande majorité d'entre elles est déployée. Le SS 4, doté d'une tête thermonucléaire d'une puissance de 1 MT déployé à partir de 1959 est capable d'atteindre la Grande-Bretagne et la France. Environ 600 de ces missiles sont opérationnels dans les années 1960.
L'URSS comble son retard initial sur les États-Unis dans les années 1960 et sa supériorité numérique devient significative dans les années 1970.
|                                               | États-Unis | Union soviétique |
| --------------------------------------------- | --- | --- |
| Armes nucléaires tactiques sol-sol et air-sol | Plus de 10 000 ogives nucléaires tactiques fabriquées, dont plusieurs milliers déployées en Europe. Différents types de vecteurs, majoritairement chasseurs-bombardiers tactiques, missiles sol-sol et canons.                                                   | De 1 000 environ en 1960, puis de 9 000 environ en 1970, le stock d'ogives nucléaires passe à plus de 20 000 en 1980. L'URSS et le Pacte de Varsovie alignent des milliers de missiles sol-sol à courte portée et de chasseurs-bombardiers capables d'emporter des ogives nucléaires. |
| Missiles à moyenne portée (IRBM et MRBM)      | Déploiement de 60 IRBM Thor en Grande-Bretagne et de 45 Jupiter en Italie et Turquie dans les années 1958/1960, tous retirés du service en 1963. Depuis lors, aucun missile de ce type jusqu'au déploiement à partir de 1984 du Pershing 2 en réponse aux SS 20. | Dans les années 1970, environ 600 missiles des types SS 4 et SS 5, à partir de 1978 déploiement du SS-20 moderne, déclenchant la crise des Euromissiles. |
| Bombardiers moyens                            | Environ 300 bombardiers de type F-111. | Autour de 800 bombardiers, en majorité de type Tupolev Tu-16. |

De 1952 à 1955, grâce à la miniaturisation des têtes nucléaires, les États-Unis déploient en Europe des bombes nucléaires Mark 7 largables à basse altitude par de nombreux types d'avions (comme le F-84 Thunderjet ou le F-100 Super Sabre), ou utilisables en tant qu'ogive des premiers missiles sol-sol tactiques (MGR-1 Honest John) et de canons de gros calibre (M65 Atomic Cannon).

### Armes de défense anti-missiles et les systèmes d'alerte nucléaire

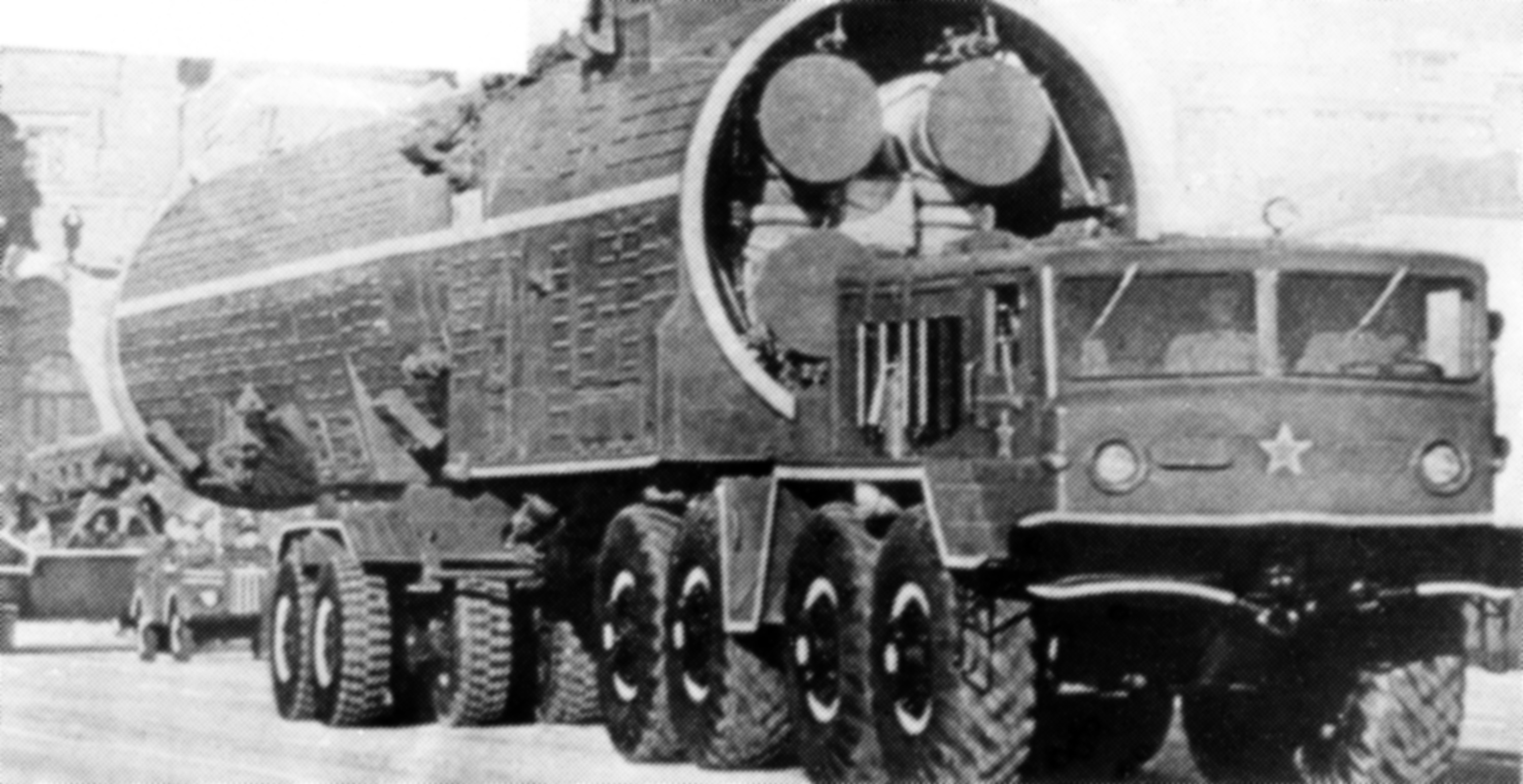
Missile antimissile soviétique A-350 (code OTAN : ABM-1 Galosh) au milieu des années 1970. Cet engin pèse plus de 32 tonnes. Ils sont déployés sur un réseau de huit bases pour protéger Moscou d'une attaque par missile balistique à partir de 1972.

L'émergence des missiles balistiques conduit naturellement à étudier les moyens de détruire ces missiles en vol avant qu'ils n'atteignent leur cible. Des programmes d'étude et de test de missiles antibalistiques sont lancés tant aux États-Unis qu'en Union soviétique au milieu des années 1950. Ils débouchent sur la mise en service d'un nombre assez réduit de missiles de ce type, sans qu'aucun des deux Grands croie à leur capacité d'intercepter une attaque massive,. Les Soviétiques déploient au milieu des années 1960 le système ABM-1 Galosh. Les États-Unis lancent plusieurs programmes successivement : Nike-Zeus, Defender, Sentinel et Safeguard qui soit n'atteignent pas le stade opérationnel, soit connaissent un déploiement limité par les clauses du traité ABM.
Dans les années 1980, les deux Grands développent la militarisation de l'espace en multipliant les satellites espion et en envisageant d'utiliser des satellites pour détruire les missiles balistiques : le programme IDS, lancé par les États-Unis en 1983, repose sur la constitution d'un réseau de satellites armés de lasers capables de détruire tout missile traversant la haute atmosphère. Très couteux, ce programme n'atteindra jamais le stade opérationnel, mais permet de développer de nombreuses technologies qui seront réutilisées après la guerre froide.

## Contexte économique de la course aux armements nucléaires
Il est difficile d'obtenir des données précises sur le coût des programmes nucléaires militaires qui sont en partie couverts par le secret ou dissimulés sous d'autres postes de dépense. Une étude menée aux États-Unis en 1998 permet cependant de se faire une idée précise des sommes en jeu : de 1940 à 1996, en dollars constants de 1996, les dépenses militaires des États-Unis consacrées au nucléaire sont de 5,5 billions de $, soit 29 % du total des dépenses militaires et presque 11 % du total du budget.
Ces dépenses financent la production de plus de 70 000 ogives nucléaires dont la puissance totale équivaut à 1 366 000 fois celle de la bombe larguée au-dessus d'Hiroshima. De 1945 à 1992, les États-Unis procèdent à plus de 1 000 tests nucléaires. Pour livrer ces armes nucléaires, les États-Unis construisent sur la même période plus de 6 000 missiles balistiques, 4 700 bombardiers stratégiques, 59 sous-marins lanceurs de missiles balistiques et des milliers de systèmes d'armes tactiques à capacité nucléaire.